# Église de l'Acheiropoiètos
L’église de l'Acheiropoiètos (en grec moderne : Παναγία Ἀχειροποίητος) est une église byzantine du Ve siècle, située à Thessalonique. Elle est située sur la rue Agia Sophia, près de l'intersection de la rue Egnatia. C'est l'exemple le plus important des modèles de basiliques paléochrétiennes. Elle donne un aperçu du type d'architecture digne de la civilisation byzantine. L'église est inscrite depuis 1988 sur la liste du patrimoine mondial de l'UNESCO au sein du bien intitulé « Monuments paléochrétiens et byzantins de Thessalonique ». À cette liste, se rajoute Saint Démétrios, la Rotonde ainsi que le Monastère de Latomou.

## Description et Architecture

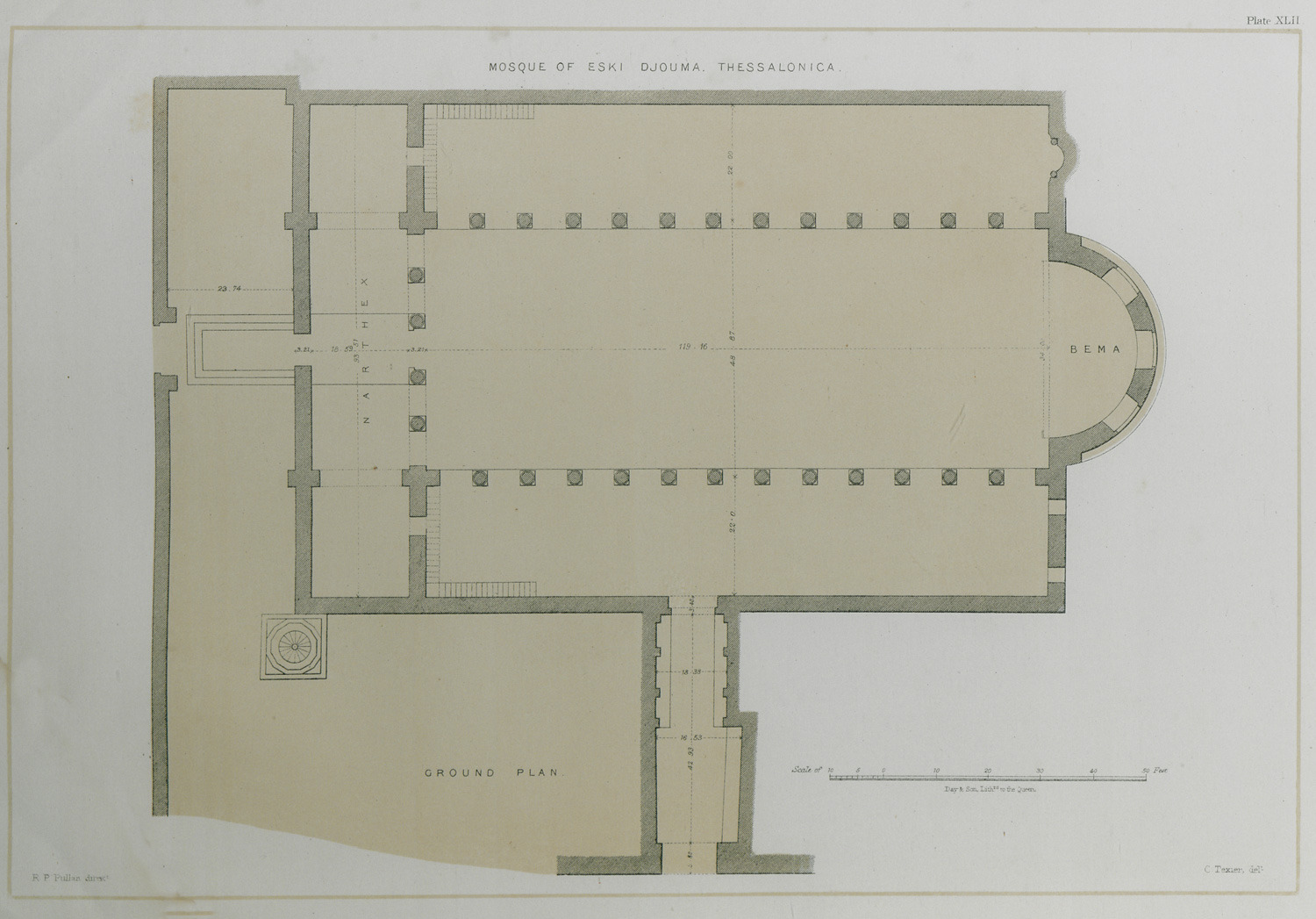
Plan de la mosquée Eski Djouma.

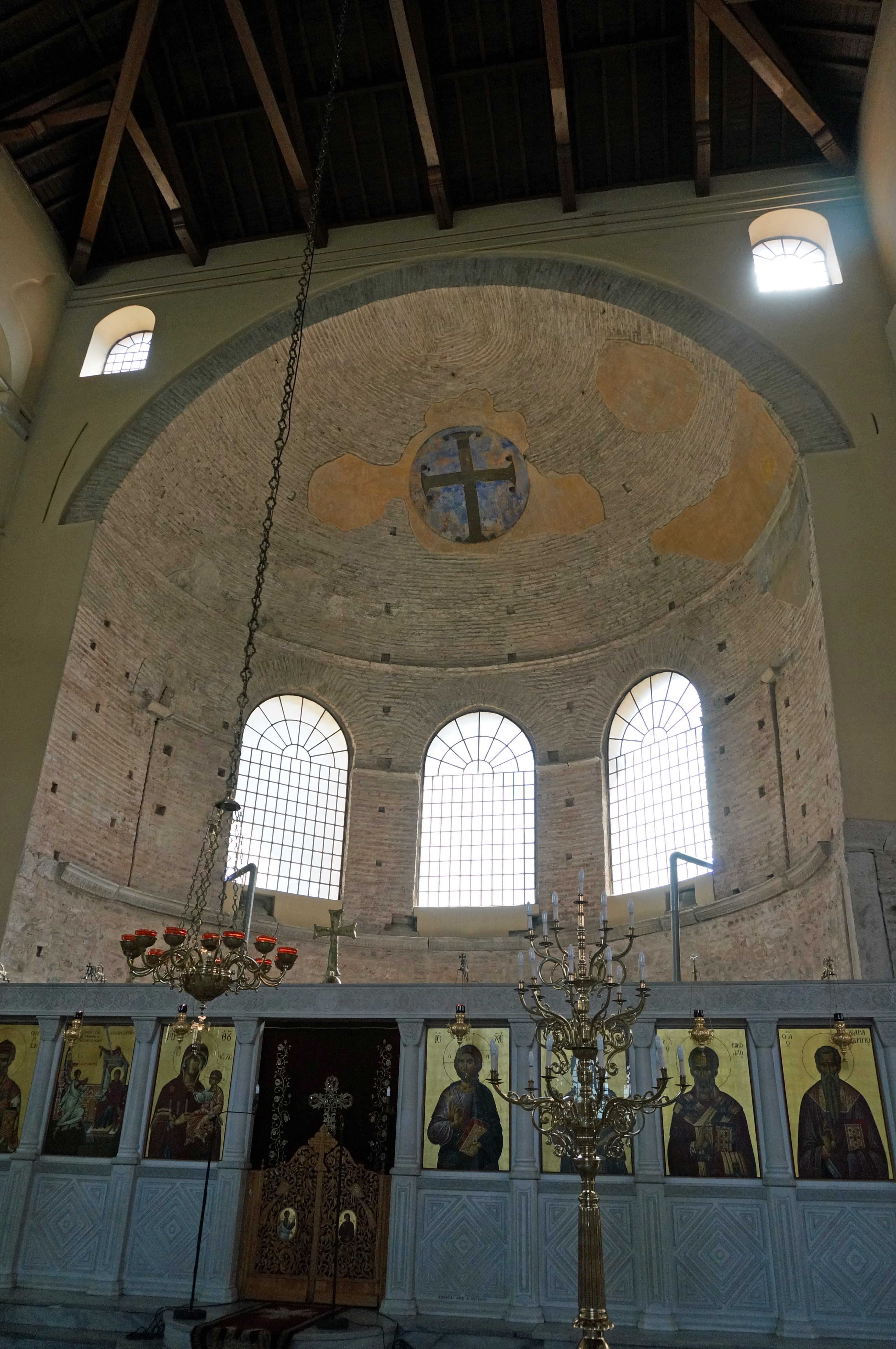
Vue du plafond de l'abside de l'église.

C'est une église à plan basilical à trois nefs parallèles, typique de l'architecture paléochrétienne et des premiers temps de l'architecture byzantine. Elle a été bâtie sur un ancien bain romain qui servait encore en partie après la construction de l'église. L'église mesure 51,90 mètres de long et 30,80 mètres de large. Les murs de côtés sont hauts de 14 mètres tandis que le toit recouvrant l'aile centrale est 22 mètres de long. L'église est une basilique, possédant une nef en marbre qui se termine en abside. La nef est divisée en trois ailes, étant séparées les unes des autres par 12 colonnes. Au-dessus, on y retrouve un triforium. Chaque colonne est reliée l'une à l'autre par des arcs, soutenues par des piliers. Au plafond de ces arcs, se trouvent des mosaïques ayant comme motifs des fleurs, des parchemins et des arabesques en or. Les allées de la nef sont illuminées par de grandes fenêtres. Ces fenêtres sont arrêtées par des piliers, délimitant le début tu triforium. Au-dessus de ce triforium, l'on y retrouve d'autres fenêtres qui illuminent la basilique. L'abside de l'église prend la forme d'un demi-cercle et est illuminée par trois fenêtres rondes. Le plafond de l'abside est peinturé de fresques. Les colonnes séparant les trois nefs sont composées de marbre. Lorsque l'on rentre dans l'église, on se retrouve dans le narthex avec au plafond un trilobe. Le narthex donne la possibilité aux visiteurs de choisir l'aile dans laquelle ils veulent aller. Si le visiteur choisi l'aile gauche, il y trouvera au bout une chapelle byzantine appelée Agia Irini. Si le visiteur choisi la nef centrale, il y trouvera un trône épiscopal et un synthronon. Si le visiteur choisi l'aile droite, il y trouvera un couloir à sa droite qui le mènera à une sortie donnant sur le côté de l'église.
Avant la prise de Thessalonique par les Turcs, l'église de l'Acheiropoiètos était assez simple. Le plafond était fait de bois, et sur le haut de chaque colonne ayant comme inscription « XPIΣTOΣ » (« Christ » en grec). À la suite de la conversion de l'église en mosquée, ces inscriptions ont été recouvertes de plâtre. À cela, les Turcs y rajoutèrent des médaillons portant les noms du prophète Mahomet ainsi que ses disciples : Abou Bakr, Othmân, Ali et Omar. Les colonnes supportent le toit, étant reliées entre elles par des arches. Ses arcs n'ont pas été recouverts de plâtre par l'empire ottoman et sont demeurés tels quel. On peut y apercevoir des décorations en forme de mosaïques de fleurs et d'oiseaux. De plus, l'église possède un escalier en bois permettant d'aller sur la galerie supérieure où se trouve la « gynaeconitis » (ou gynécée). Dans les églises orthodoxes, c'est une section surélevée réservée aux femmes se situant majoritairement d'un seul côté de la nef. Au VIIe siècle, il y aurait eu plusieurs tremblements de terre détruisant une partie des peintures et des mosaïques de la claire-voie et de la galerie. Ce sont les différences de structure des mosaïques qui laissent penser qu'elles auraient été repeintes. Selon des analyses architecturales, la seule partie de l'église dont la mosaïque semble avoir été dessinée et réalisée en synchronisation avec la construction de l'église durant les dernières décennies est le sol.
De plus, il y eut un important tremblement de terre en Thessalonique le 20 juin 1978, engendrant de dommages considérables. Dans les années 90, l'église fit l'objet d'un projet de restauration afin de solidifier les fondations faibles et d'éviter sa dégradation. Entre 2012 et 2014, il y eut un projet de reconstruction des mosaïques. Ce projet fut réalisé par l'Éphorat des Antiquités Byzantine. Il a été financé par le Programme Opérationnel de Macédoine-Thrace 2007-2013. Ce projet eût pour but de reconstruire les mosaïques restantes du sol et des murs et de leur redonner la vie. Les infrastructures ont également été améliorées afin de préserver l'église.

## Historique

### Histoire de sa construction

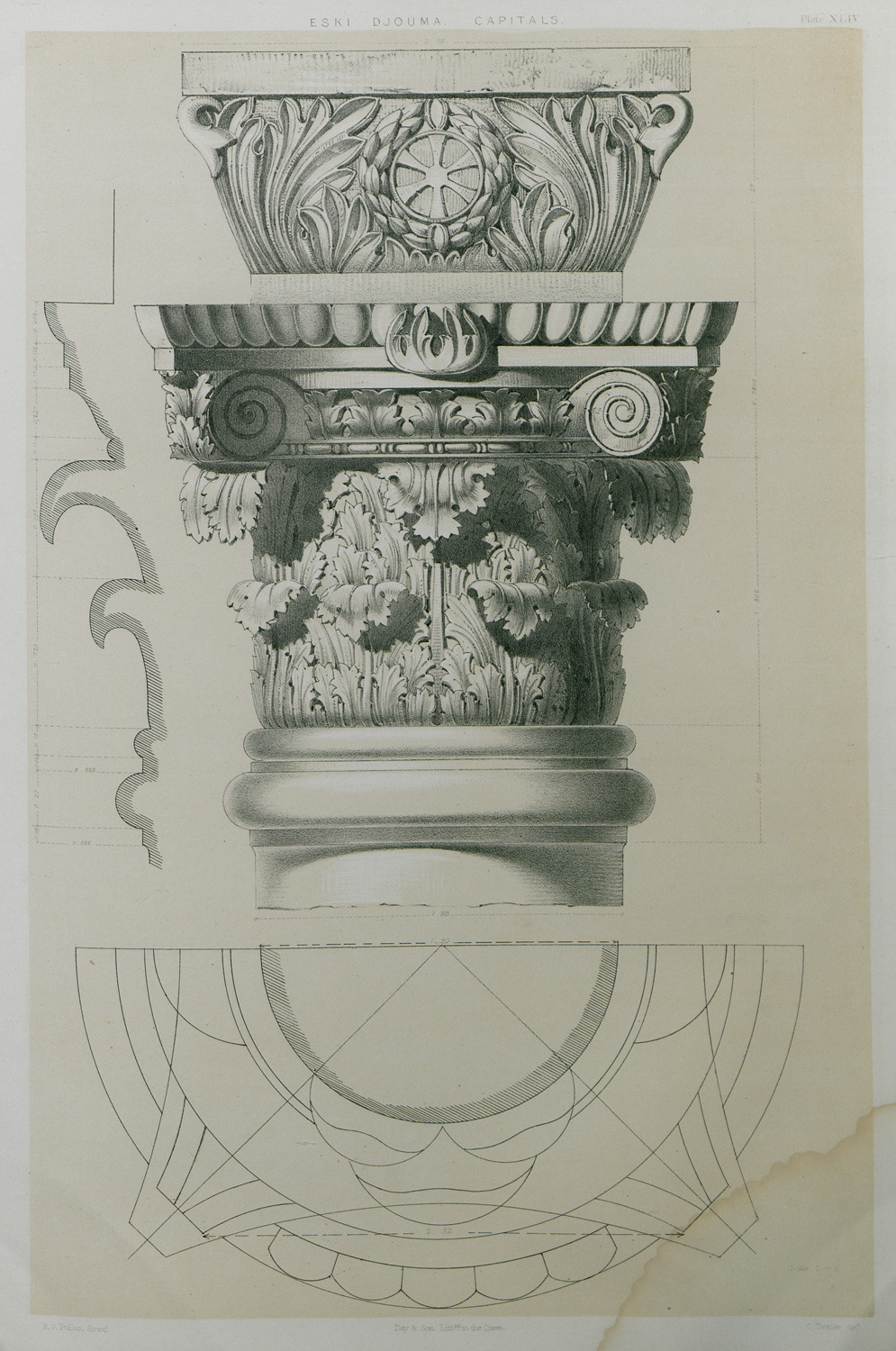
Plan d'un des chapiteaux d'une des colonnes.

L'église fut bâtie entre 450 et 470 et elle est dédiée à Marie sous le nom de panagia Théotokos. On y célèbre également saint Démétrios, patron de la ville. À partir des années 1320 elle prend le nom de Acheiropoiètos (non faite de main d'homme, c'est-à-dire d'origine miraculeuse), d'après une icône qu'elle abrite. Selon Andreas Xyngopoulos l'église se serait appelé auparavant Panagia Hodegetria.
Cette église était importante dans la vie de tous les jours et était un lieu très spirituel. C'était une maison de prières, où les piliers et les colonnes étaient vantés dû à leur grande spiritualité. Selon les écrits Harménopoulos, l'Acheiropoiètos a joué un rôle majeur dans les célébrations du mois d'octobre chaque année. Avant le 26 octobre, il y avait à chaque année un discours panégyrique faisant l'éloge de saint Démétrios et de la Vierge Marie. L'église permettait de vénérer les deux en même temps. Dans l'église, il y avait une icône de saint Démétrios qui était grandement vénérée par les Thessaliens. Chaque vendredi, l'église y tenait des célébrations en l'honneur de ce saint. Le vendredi avant la journée du saint, il y avait à chaque année, une célébration spéciale.

### Transformation en mosquée

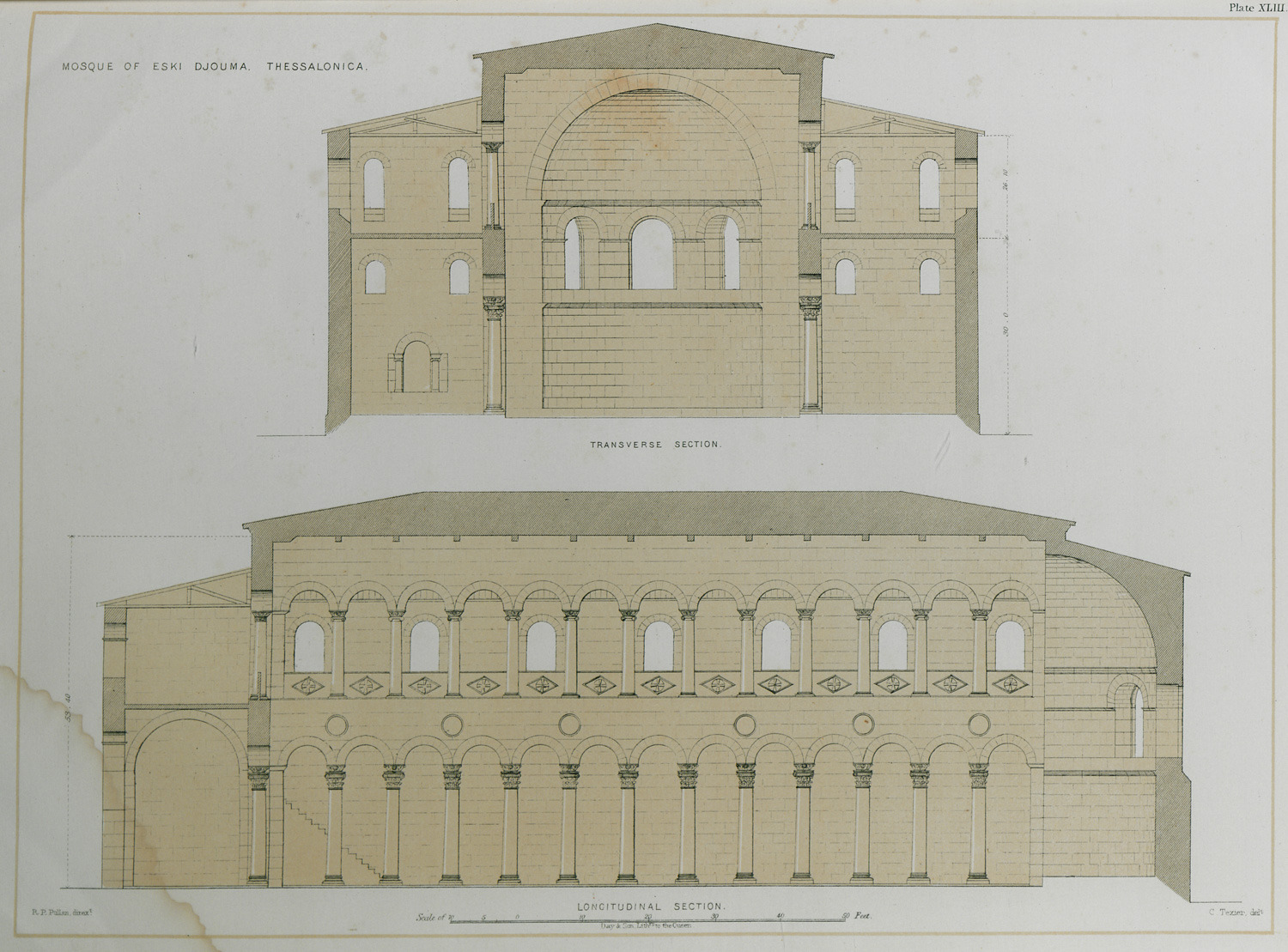
Plan du côté et du derrière de la Mosquée.

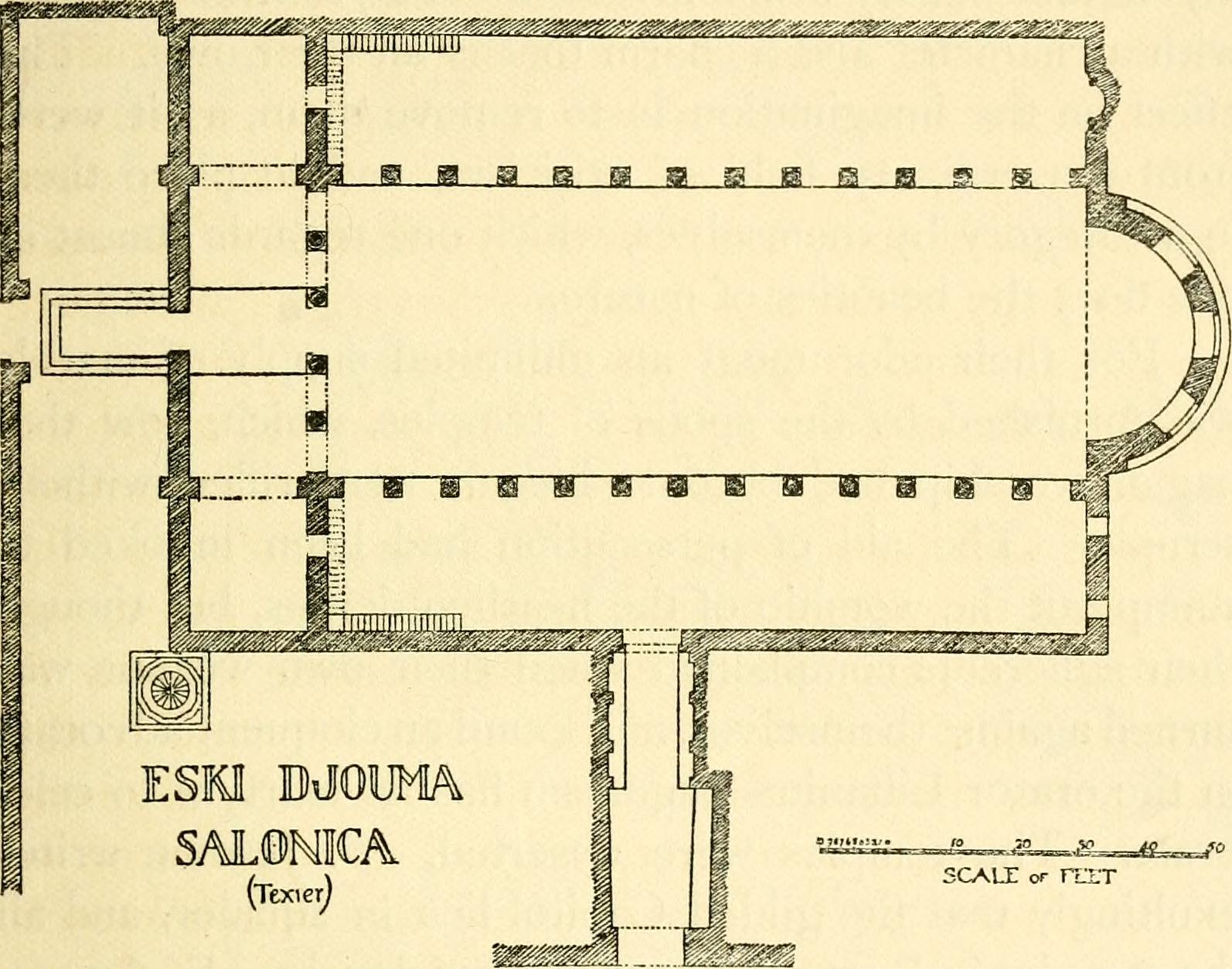
Plan de la Mosquée Eskii Djouma.

Dès 1422, le Sultan de l'empire Ottoman, Mourad II convoitait la Thessalonique. En 1430 il marche sur la ville et lui propose de se rendre. Face au refus, Mourad lança une offensive militaire sur Thessalonique qu'il capture, réduisant les restes des habitants en esclavage. Lors de la prise de Thessalonique par les Turcs, de nombreuses églises et monuments furent détruits et saccagés. Le Sultan Mourad convertit l'église en mosquée, lui donnant ainsi le nom d’Eski Camii ou Eski Djouma. Les Turcs apportèrent de nombreuses modifications, lui donnant ainsi l'allure d'une mosquée digne de l'Empire Ottoman. En plus de la convertir en mosquée, il ajouta sur le huitième pilier de la colonnade est une inscription en turc, « Sultan Mourad Khan pris Thessalonique à l'an 833 [=1430] », afin de commémorer le fait que l'église allait être la toute première de Thessalonique à être convertie en mosquée. Le chevalier Bertrandon de la Broquière, un des chevaliers du Duc de Bourgogne était en visite à Thessalonique et nota que la majorité des chrétiens présents en Thessalonique se sont convertis à l'islam à partir des années 1430. Vers les années 1480, la Mosquée Eski Camii était la seule mosquée utilisée pour les prières du vendredi.

### L'incendie de 1917 et La guerre Gréco-Turque

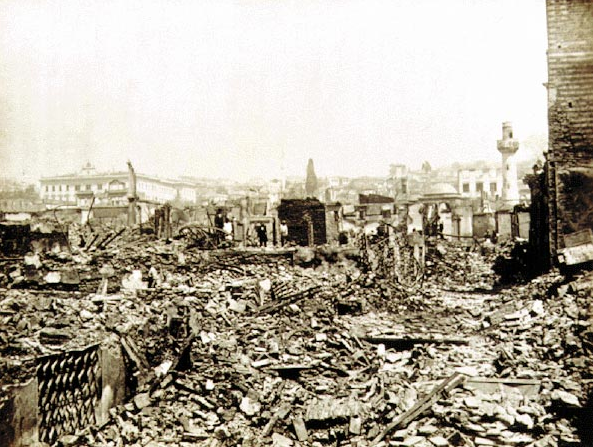
Dégâts de l'incendie de 1917.

Dans la seconde moitié du XIXe siècle, Thessalonique subit plusieurs améliorations urbaines. Les remparts maritimes furent détruits et les principales artères de communication furent élargies. Il n'y avait pas de plan d'alignement à cette époque, faisant en sorte que les rues s'enchevêtrassent les unes par-dessus les autres. Cela créait une densité de population extrêmement élevée. La base de constructions des habitations était en bois, à l'exception des monuments, des édifices publics et des édifices religieux rendant la ville sensible aux flammes. En 1917, un violent incendie ayant duré 32 heures éclata dans la ville de Thessalonique. Sur son passage, l'incendie réduisit en cendres 120 hectares et 9500 bâtiments, représentant le deux-tiers des constructions de la ville ainsi que 70 000 sans-abris. Afin de contrer cette crise, la mosquée Eski Djouma fut convertie en camp afin d'accueillir les victimes de l'incendie.
En 1923, à l'issue la guerre gréco-turque les Grecs habitant en Anatolie devaient retourner en Grèce, alors que tous les Turcs présent en Grèce devaient retourner en Turquie. Cela créait bien évidemment une quantité énorme de Grecs à Thessalonique. Les nouveaux arrivants grecs avaient tout perdu et devaient repartir de zéro. La mosquée a donc servi de refuge en attendant que ces derniers s'adaptent à la société. L'Acheiropoiètos est redevenue une église en 1930.

### Le tremblement de terre de 1978

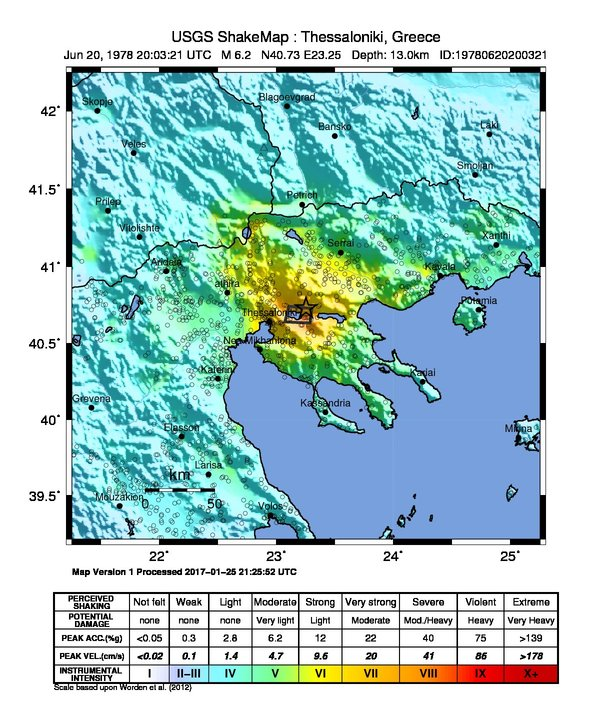
Géolocalisation du tremblement de terre.

Le 20 juin 1978, un tremblement de terre de magnitude 6,6 sur l'échelle de magnitude de moment a lieu à Thessalonique. L'épicentre du séisme était à 35 kilomètres de la ville. Le séisme, causant la mort d'une cinquantaine de personnes, 220 blessés et des milliers de sans-abri, fut ressenti jusqu'en Yougoslavie et en Bulgarie. 4, 5% des bâtiments subirent des dommages sévères, 21 % des dommages modérés et 74,5% de dommages légers ou sans dommage. L'église de l'Acheiropoiètos fut affectée. Des fissures apparaissent sur presque tous les arcs et les bordures de fenêtres du mur nord, sur l'abside et sur les structures du mur en périphérie. La colonnade sud subit une déviation par rapport à son axe d'origine la rendant croche.
La raison pour laquelle cette église a subi de tels dommages est due à sa construction. Elle n'est pas adaptée pour contrer les effets sismiques. Certaines parties, surtout les coins nord et sud sont particulièrement sensibles aux activités sismiques. Afin d'éviter une dégradation encore plus grande, un projet de consolidation fut réalisé par le Laboratoire de Structure en Béton armé et en Maçonnerie de l'Université Aristote à Thessalonique. Il fut réalisé en collaboration avec le 9e Éphorat des Antiquités Byzantines ainsi qu'avec le Directorat pour la Restauration Byzantine et Post-Byzantine des monuments du Ministère de la Culture. Cette étude avait pour but de renforcer les structures principales ayant servi à garder l'église en un morceau. Une des conclusions de l'étude fut que les failles dans les fondations sont causées par la disposition du sol et du plafond. À cause de leurs dispositions respectives, le stress causé par l'activité sismique du tremblement de terre fut transféré au mur ouest du narthex et sur le mur de l'aile centrale plutôt qu'être réparti dans les structures. Le projet de consolidation commença dans les années 1990 et se termina en 2008. Le projet de réparation a coûté au total 3 millions d'euros, financés à 80 % de fonds européens et 20 % de fonds nationaux.

### État actuel

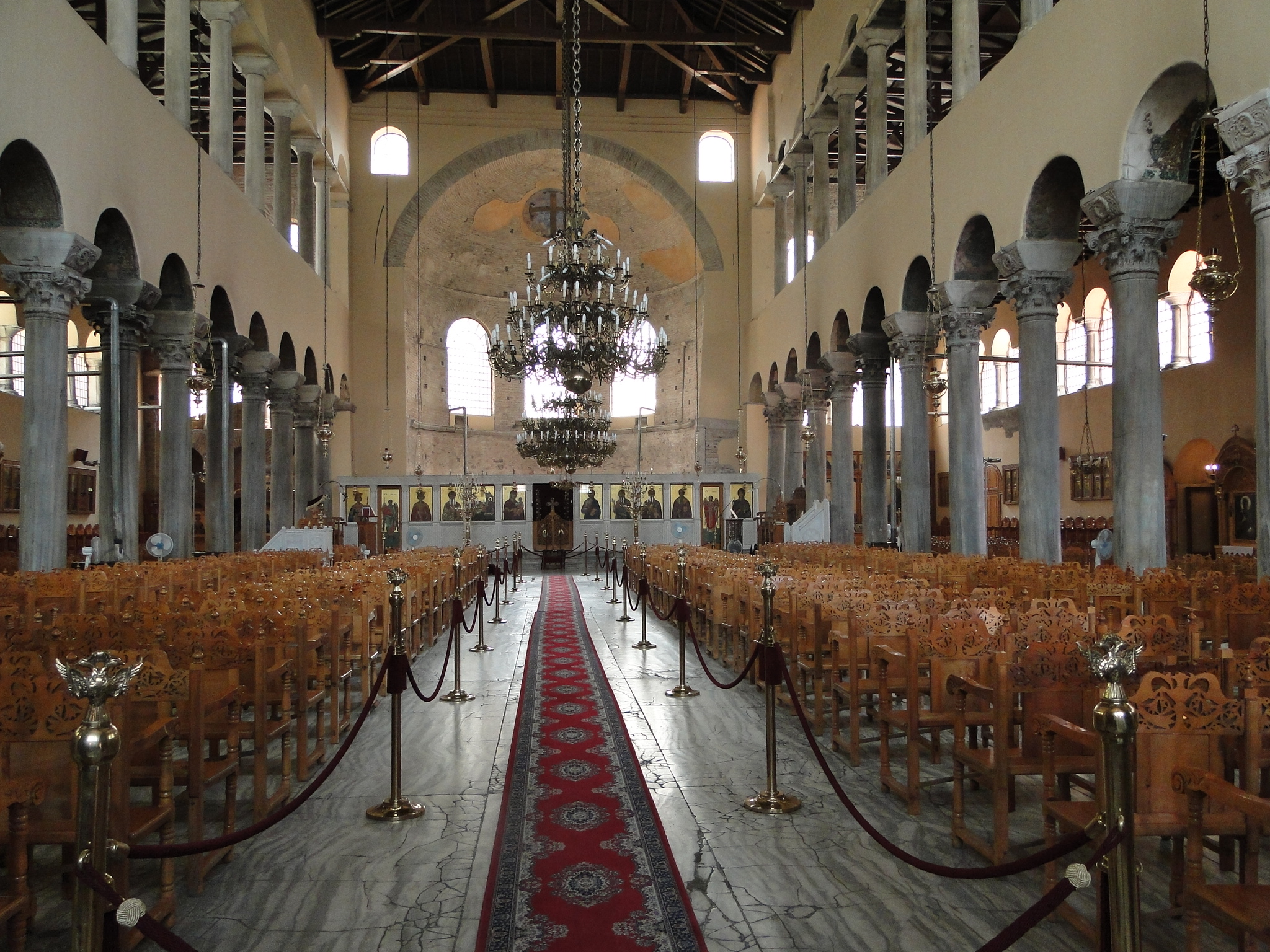
Intérieur de l'église.

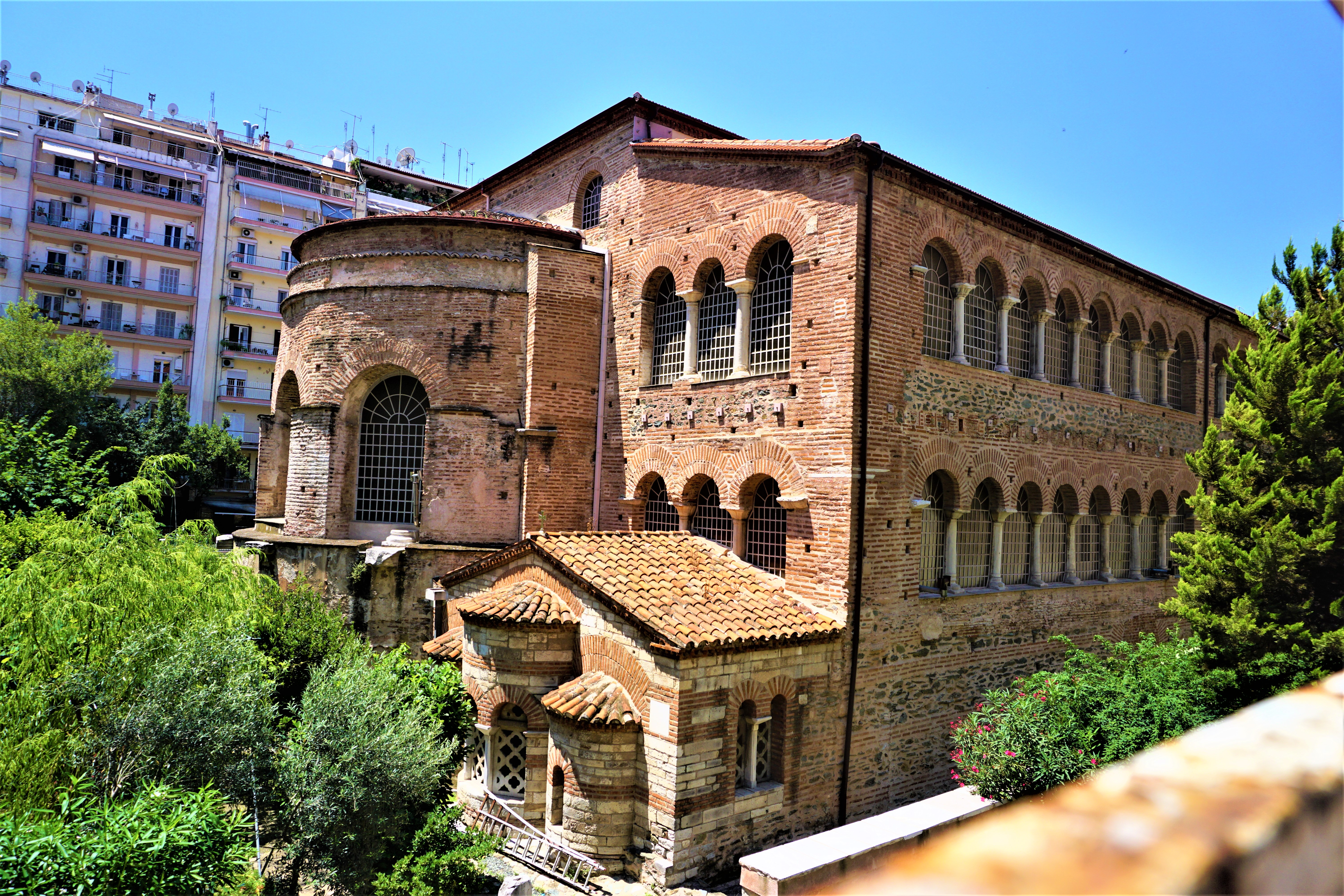
Vue de l'arrière de l'église.

Aujourd'hui, l'église est un exemple de l'art paléo-chrétien mais elle porte également les traces des modifications apportées au cours des siècles. Entre les Byzantins, les Turcs et les réparations modernes, l'église est aujourd'hui un dérivé de son état original étant un mélange de différentes cultures s'étant chevauchées au sein de cette église.
Les mosaïques présentes dans les intrados des arcs sont toujours en un morceau. Dans les arcs transversaux du narthex, on trouve des Christogrammes en or. Au centre du trilobe situé dans l'entrée, on trouve des croix en or avec des gouttes d'eau dorées arrangés en médaillons bleus. Les médaillons sont entourés par des nymphes dans l'arche centrale et des vignes dans les arches latérales du trilobe. De plus, les mosaïques autour des trois fenêtres du narthex sont toujours là. 
Durant le millénium chrétien, les murs étaient couverts de fresques. Au VIIe siècle, il y aurait eu plusieurs tremblements de terre détruisant une partie des peintures et des mosaïques de la claire-voie et de la galerie. Ce sont les différences de structure des mosaïques qui laissent penser qu'elles auraient été repeintes. Aujourd'hui la seule peinture restante est celle datant du XIIIe siècle, représentant les 40 martyrs, peinte sur le devant de l'arc de l'aile sud, complètement à l'opposé de l'entrée principale. Dans la chapelle Agia Irini située dans l'aile nord, il reste des faibles traces d'image de Saints ayant été peintes. En ce qui concerne les arcs de fenêtre, l'extrados (la partie supérieure) était peint de motifs blanc sur un fond rouge et vert. L'intrados des fenêtres était peint de motifs noirs, sur un fond gris et brun-rouge. Tout ce qu'il reste de ces peintures là se trouvent au-dessus des trois fenêtre de l'aile sud. Il ne reste que des traces géométriques à moitié effacé. 
Entre 2012 et 2014, il y eut un projet de restauration des mosaïques du sol et des murs. Afin de préserver la partie du sol encore intact, ce projet créa un plancher de vitre rectangulaire recouvrant le sol permettant ainsi de se promener dans l'église tout en contemplant le sol. Tout le sol de l'église est en marbre, encore aujourd'hui. Seules les mosaïques du sol sont ainsi recouvertes de vitre. De plus, l'église n'est plus chauffée par des chandelles à huile réduisant ainsi la production de fumée et favorisant la conservation des mosaïques. Bien que la majorité des mosaïques soient effacées, l'église est toujours un représentant l'art byzantin, l'art ottoman et l'art moderne confondus.

### Historique des réparations
- 7e siècle : Tremblement de terre, détruisant une partie de la mosaïque du plancher et de la nef. Elle a été réparée mais modifiée de son état original[10].
- Moyen Âge : Processus de redécoration de l'église, par l'imitation de mosaïques déjà présente sur les murs de la nef et les arcades de la galerie[10].
- 1430 : Ajout de l'inscription en arabe sur la huitième colonne par le Sultan Mourad II[1].
- 1487 : Le gouverneur de Thessalonique Ceseri Kasim Pasha y fit des réparations lui coûtant ainsi 30 000 pièces d'argent[5].
- 1910 et 1914 :  Remplacement des colonnes par du nouveau marbre. L'église, bien qu'elle soit un exemple de l'art paléo-chrétien n'est pas originelle à sa construction[5].
- 1990-2008 : Travaux de consolidation à la suite du tremblement de terre[3].
- 2012-2014 : Projet de reconstruction de mosaïques[12].

## Galerie

Photos de l'Église de l'Acheiropoiètos
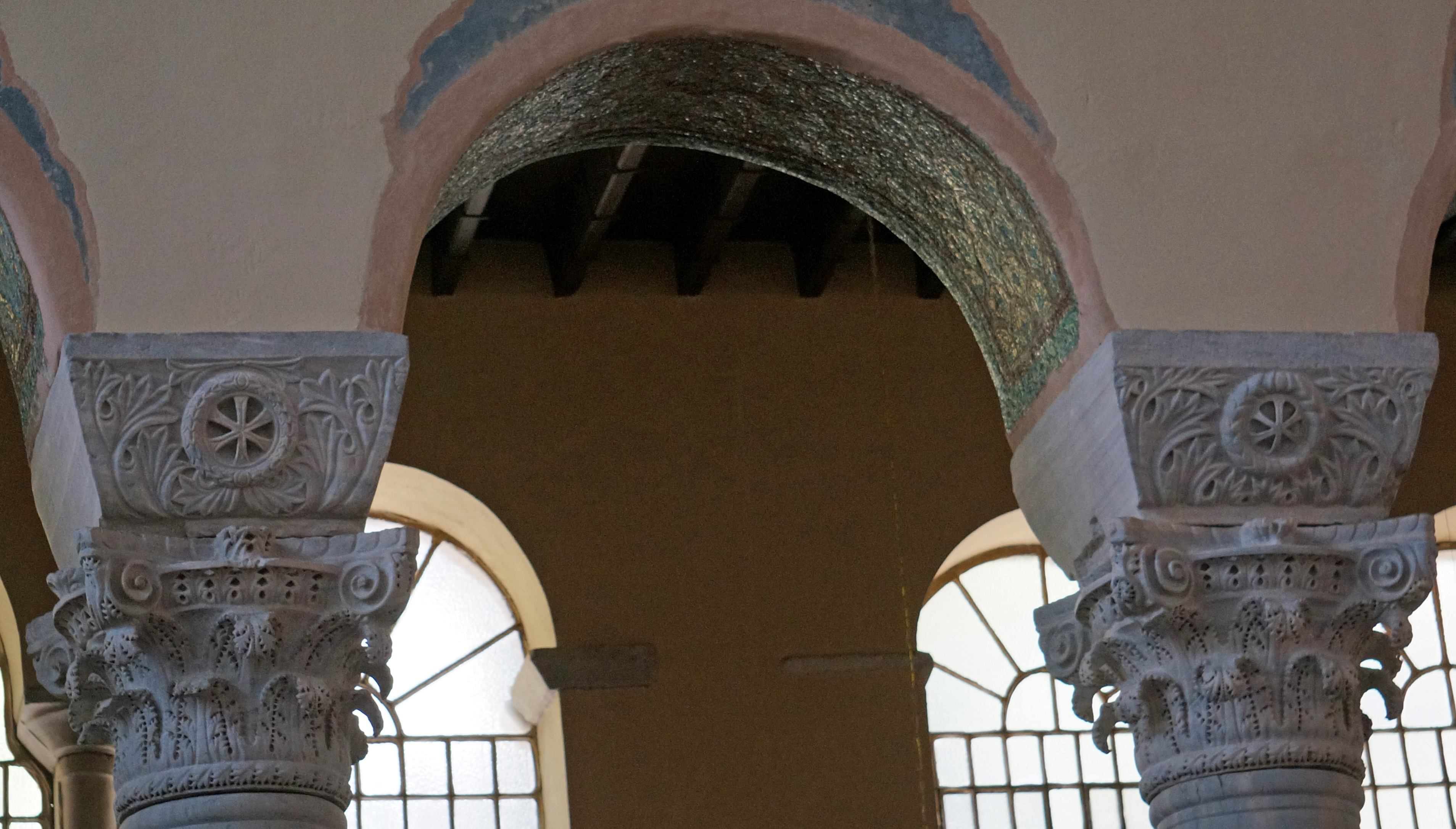
Chapiteaux et mosaïques d'intrados.
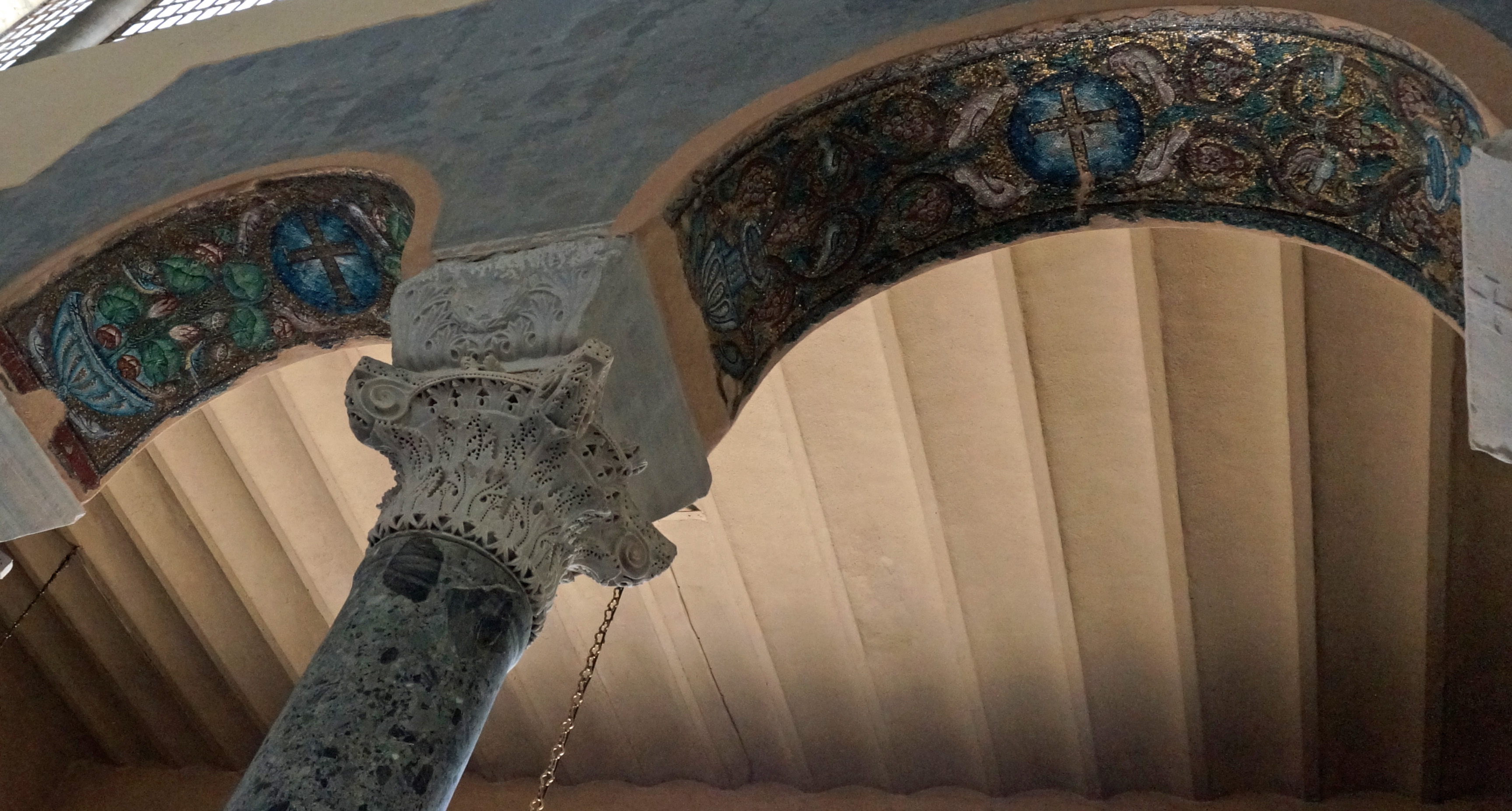
Chapiteaux théodosien et mosaïques, VIIe siècle.
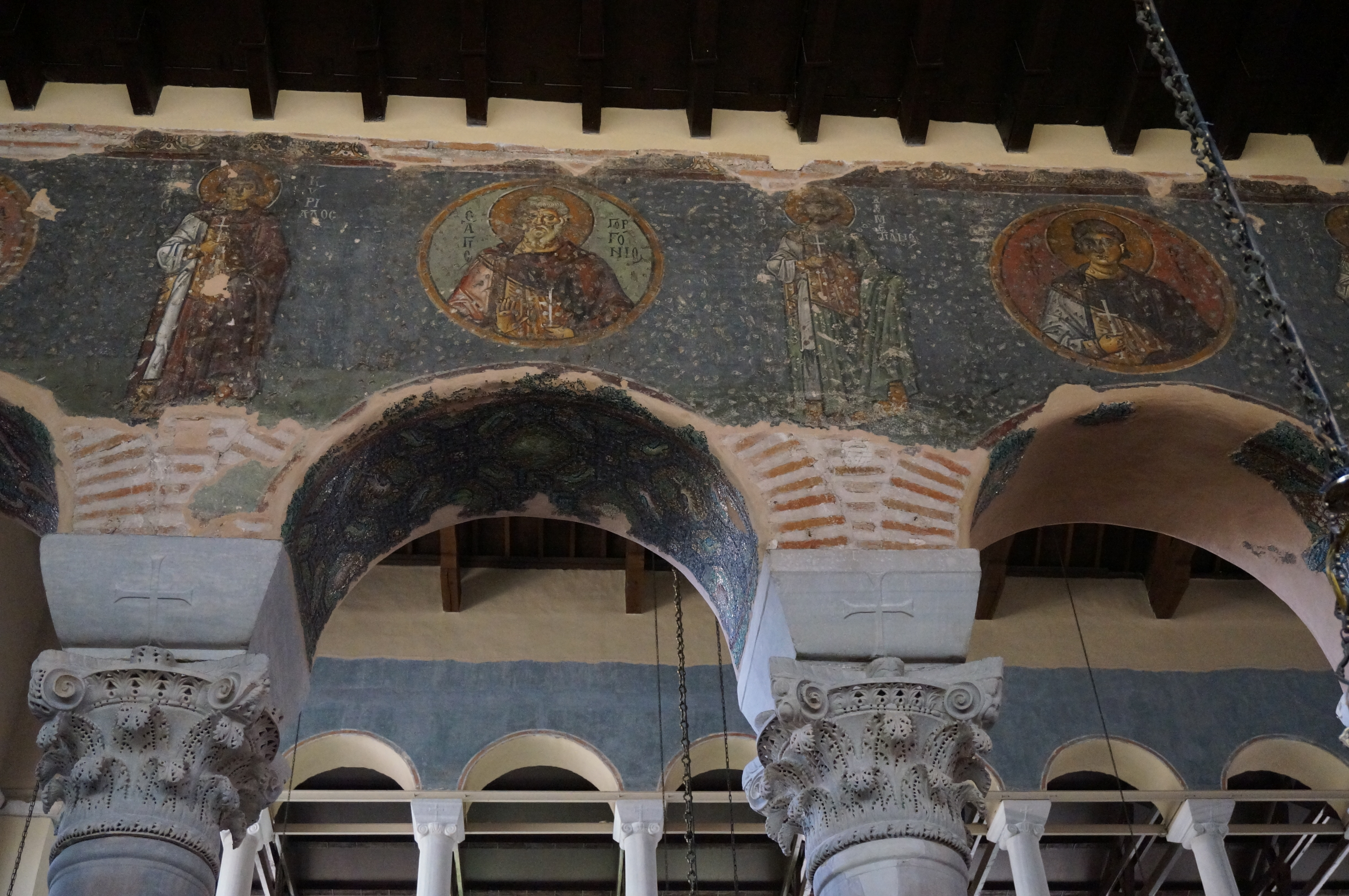
Chapiteaux, mosaïques, et fresques du XIIIe siècle sur le mur.
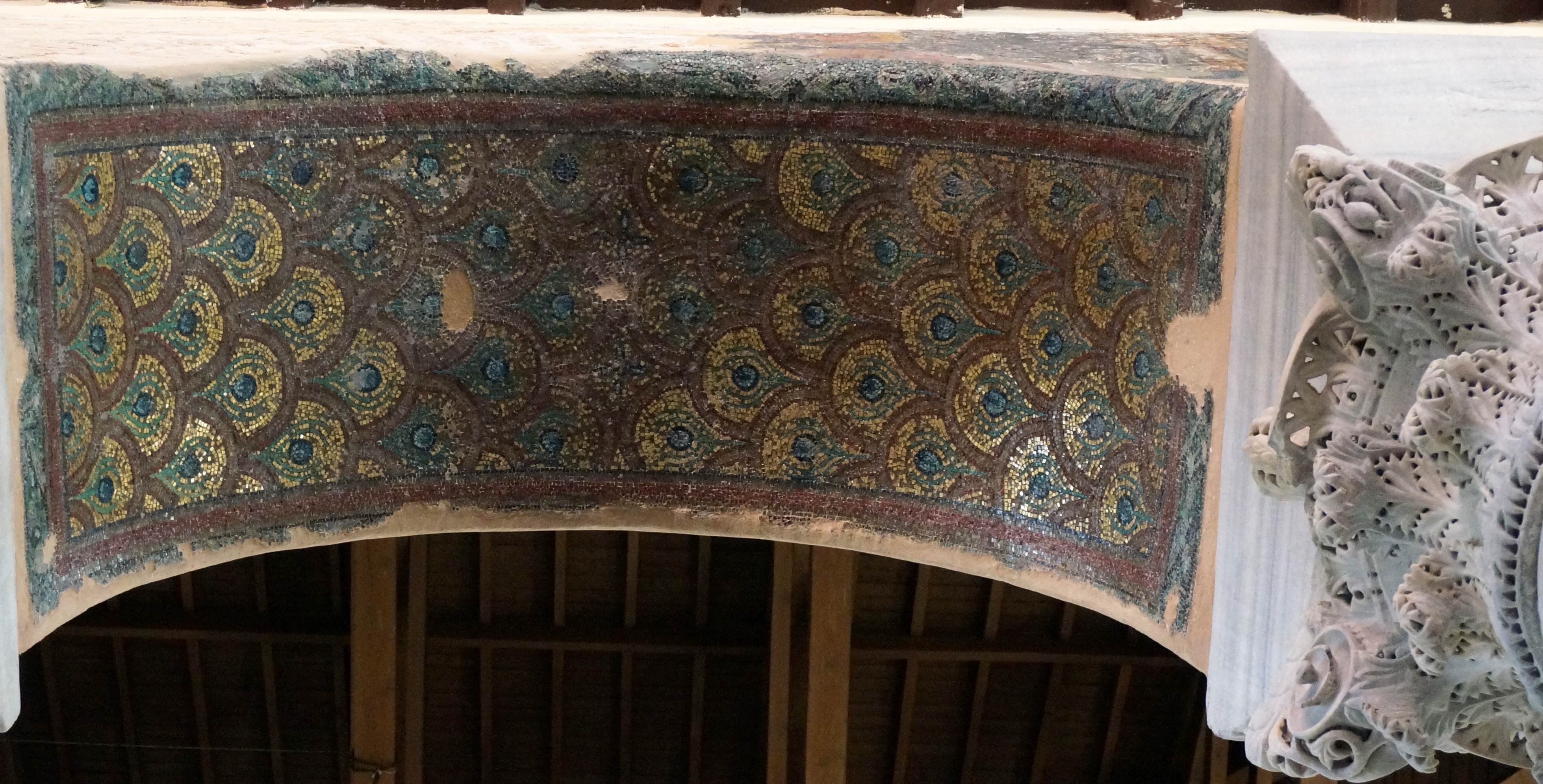
Vue des mosaïques dur les arches de colonades
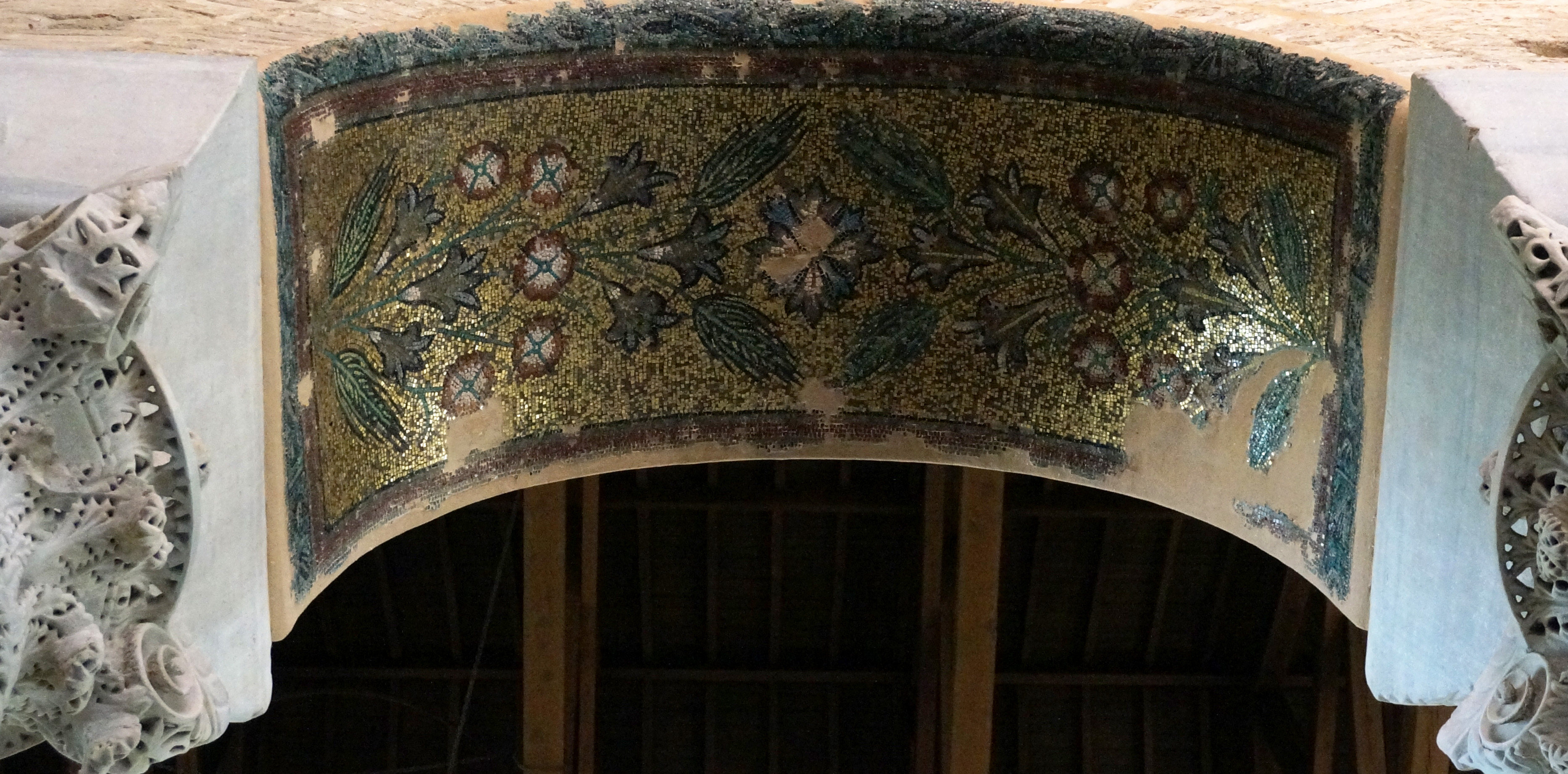
Vue de fresques sur les arches des colonades
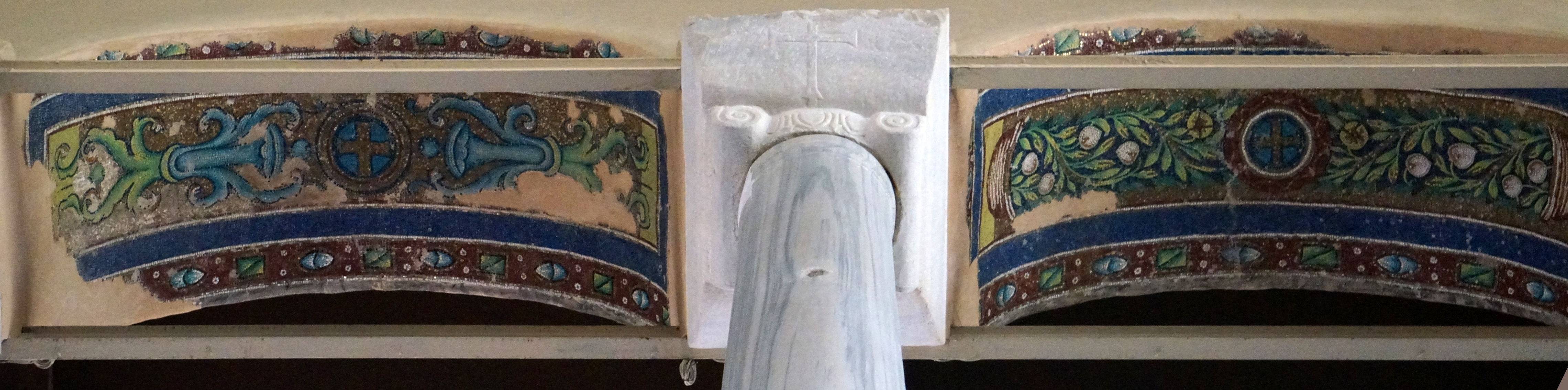
Mosaïque de l'intrados des arcs
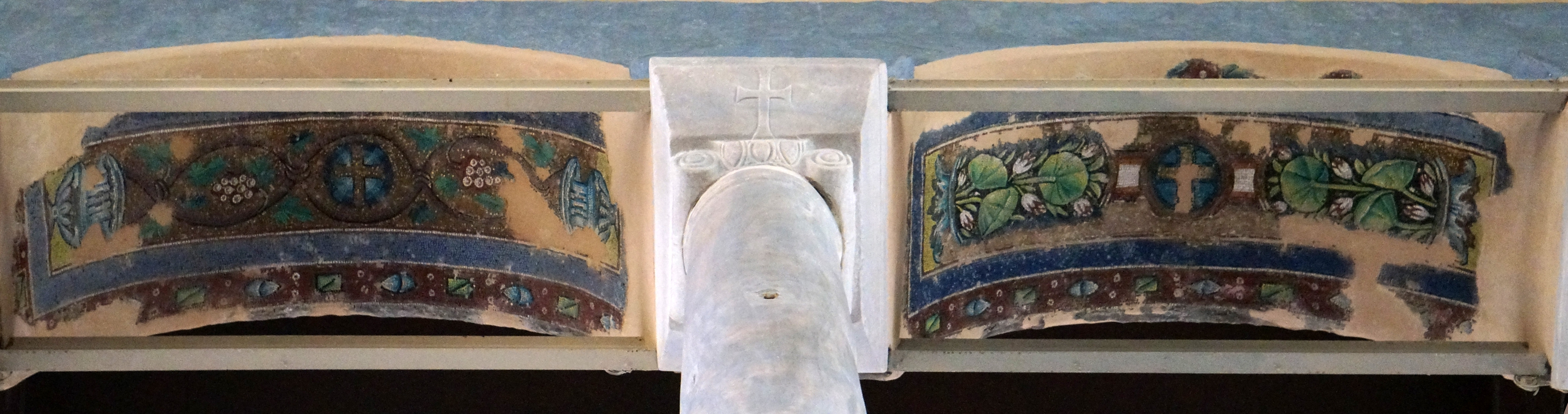
Mosaïques de l'intrados des arcs
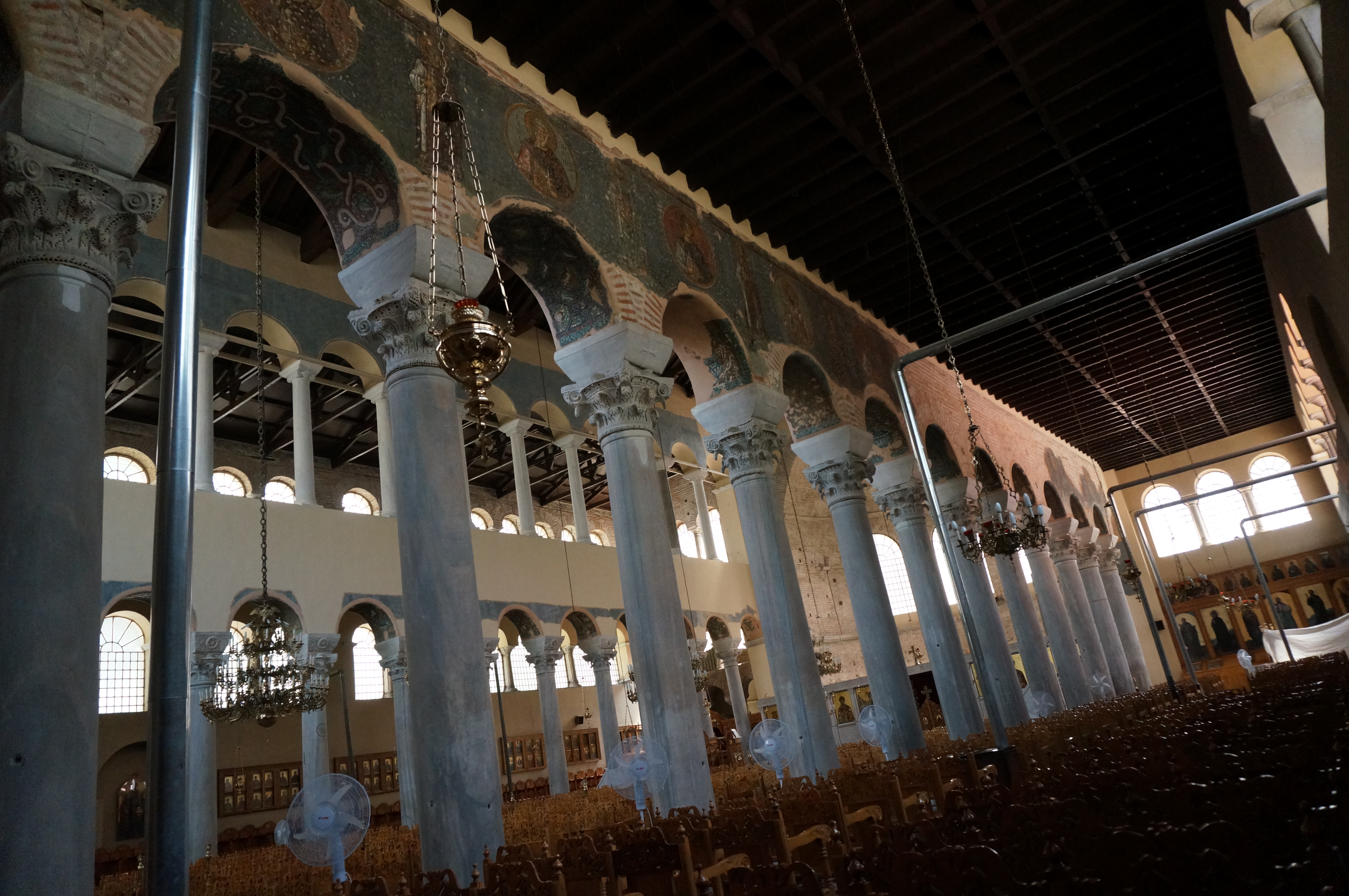
Deux des trois travées.
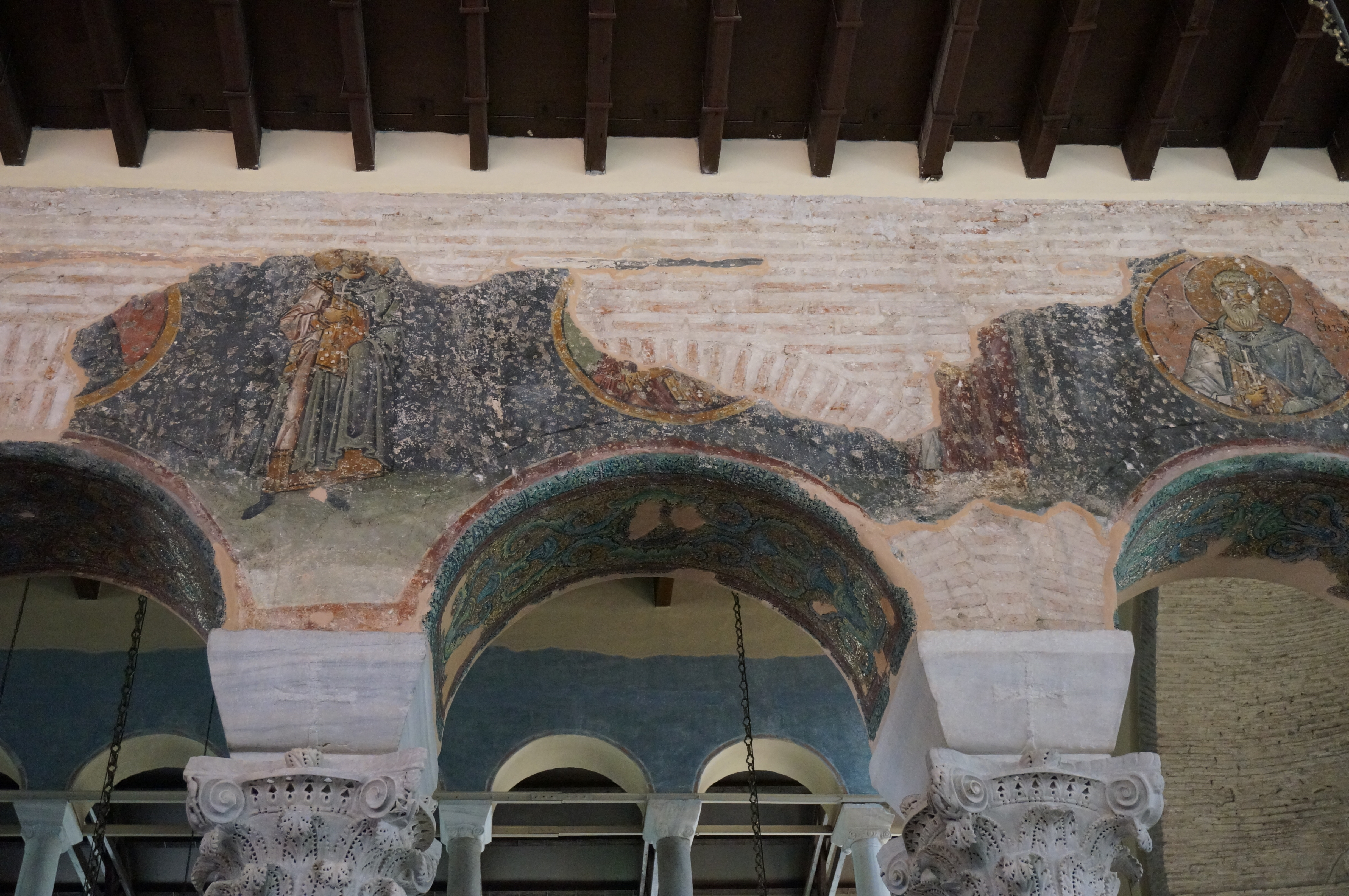
Vue des fresques des colonnades nord
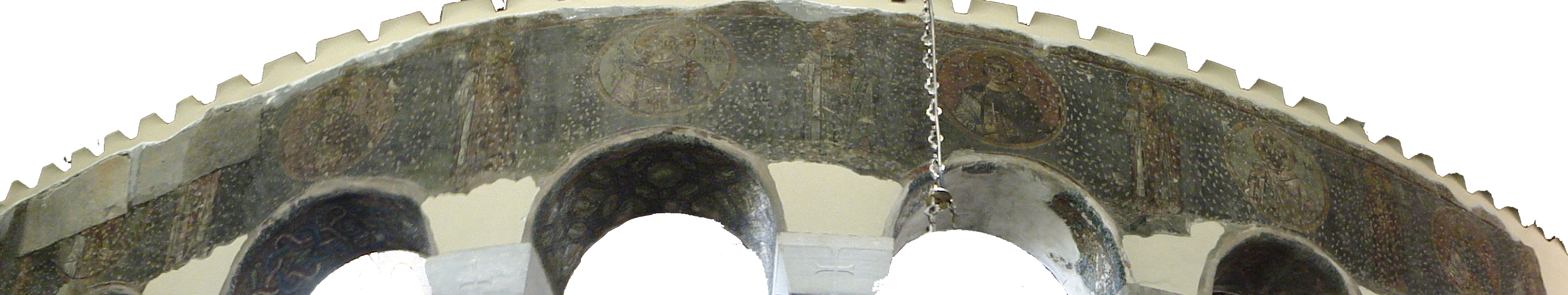
Vue en longueur des fresques au-dessus des arches
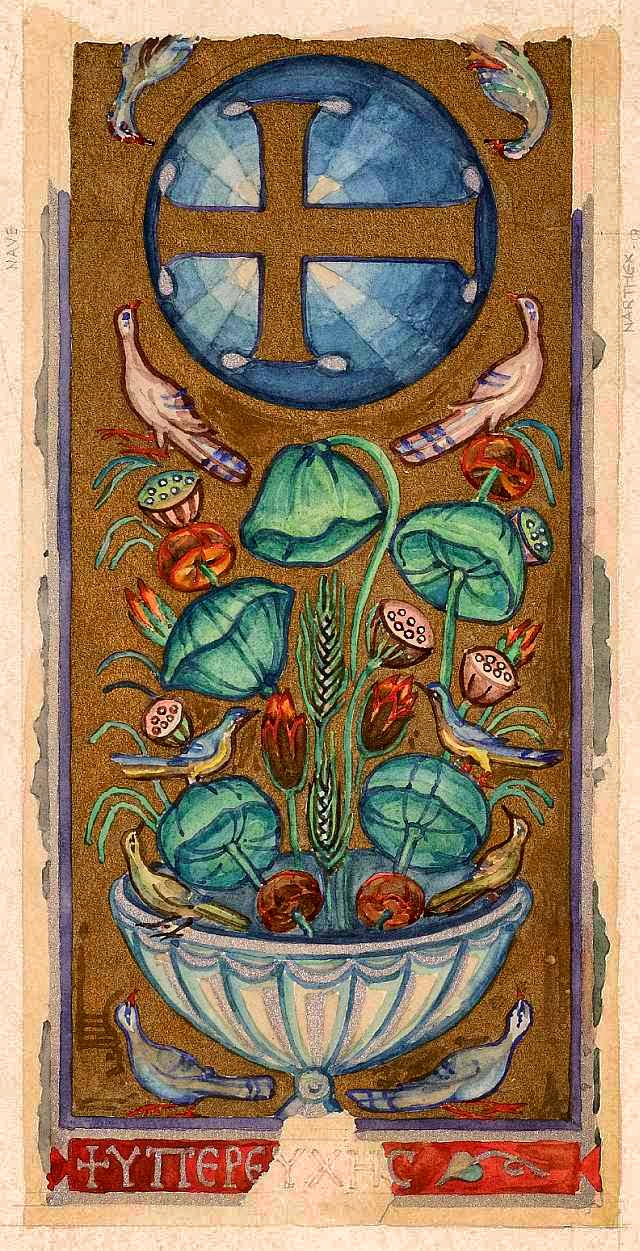
exemple d'un médaillon bleu ayant une croix doré en son centre
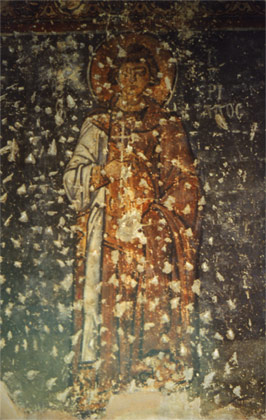
image d'une partie d'une fresque
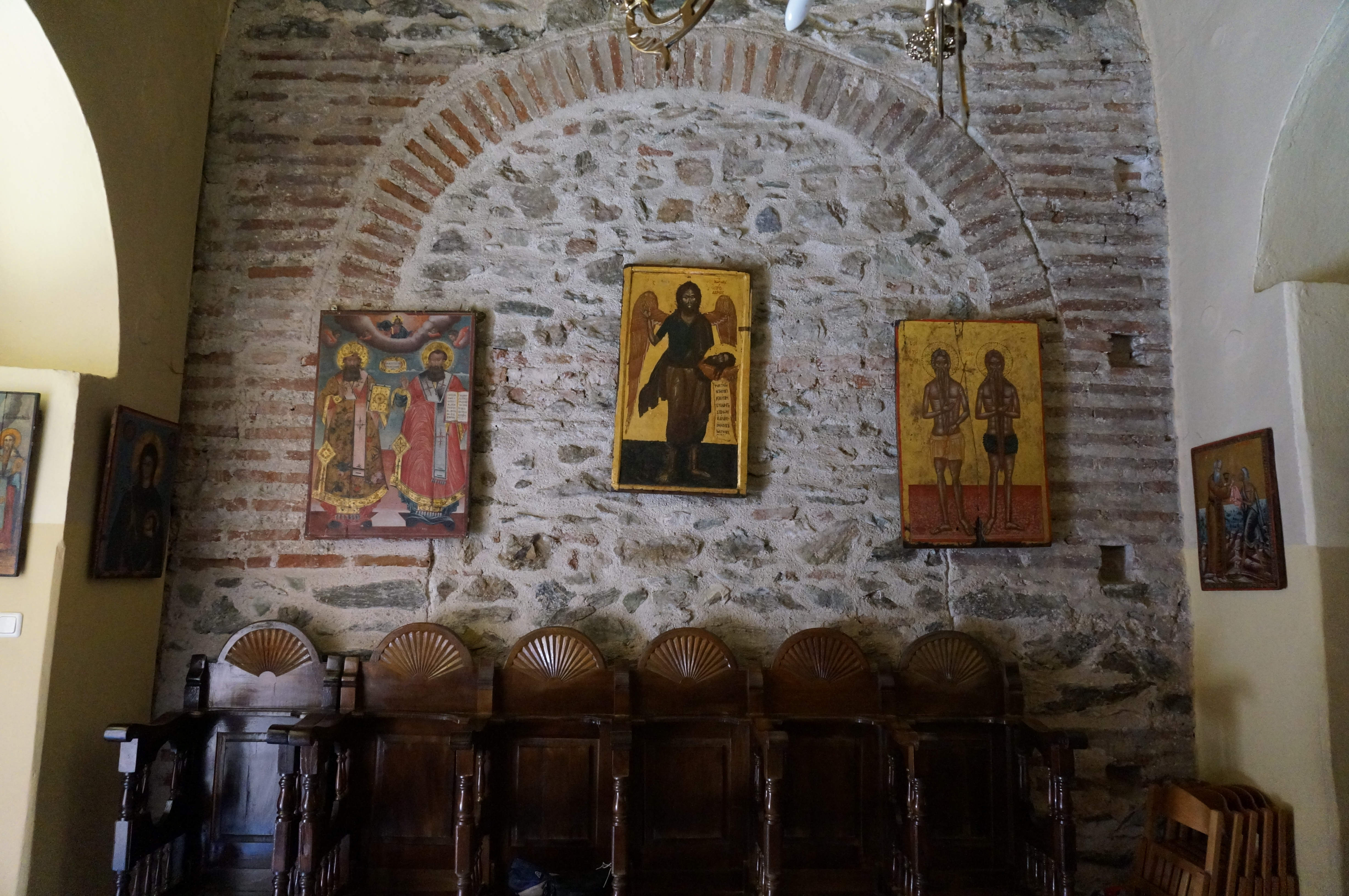
Entrée de l'Acheiropoiètos
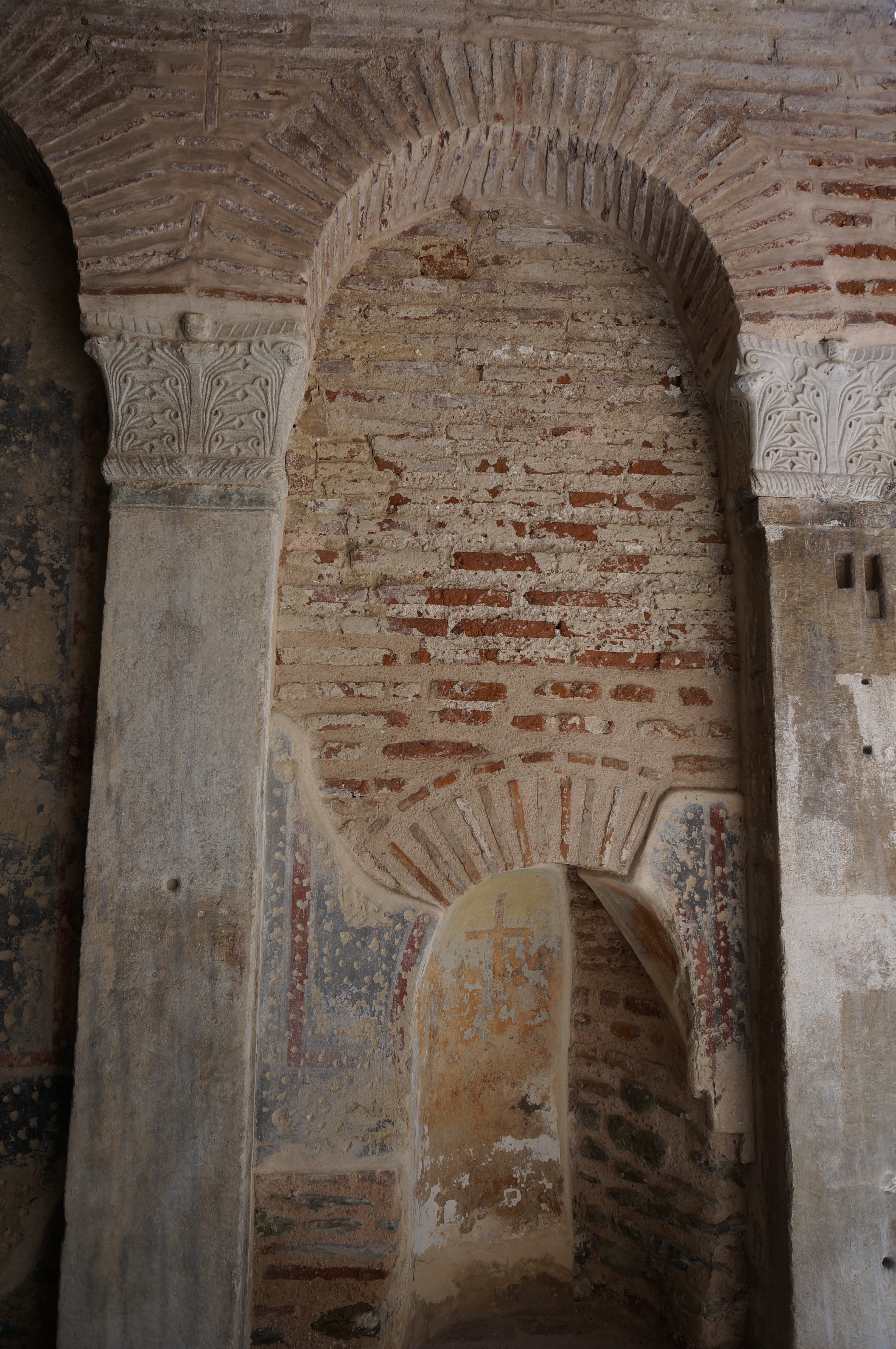
Vue d'un des portails de la façade sud
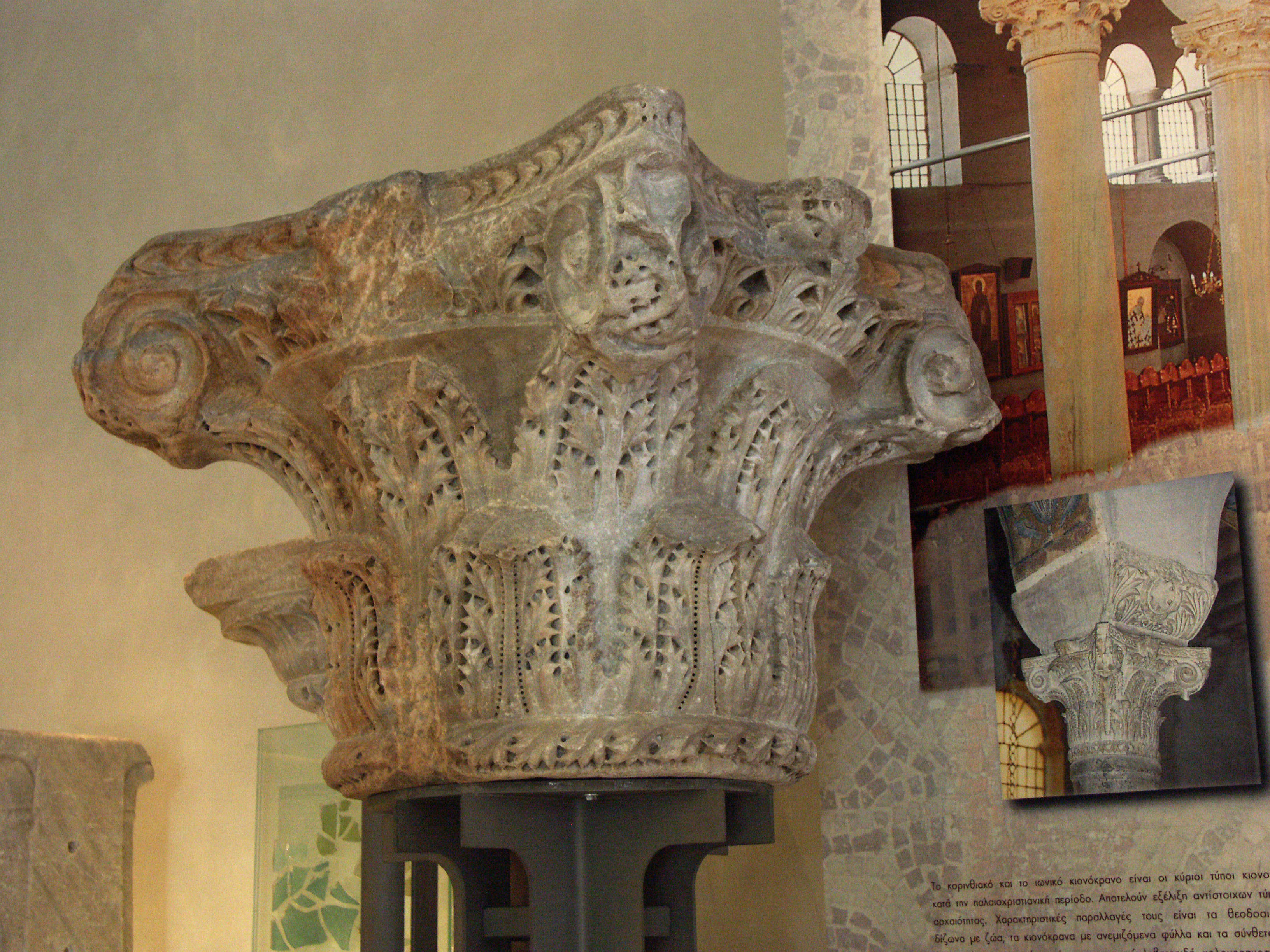
Un des chapiteaux d'une des colonades
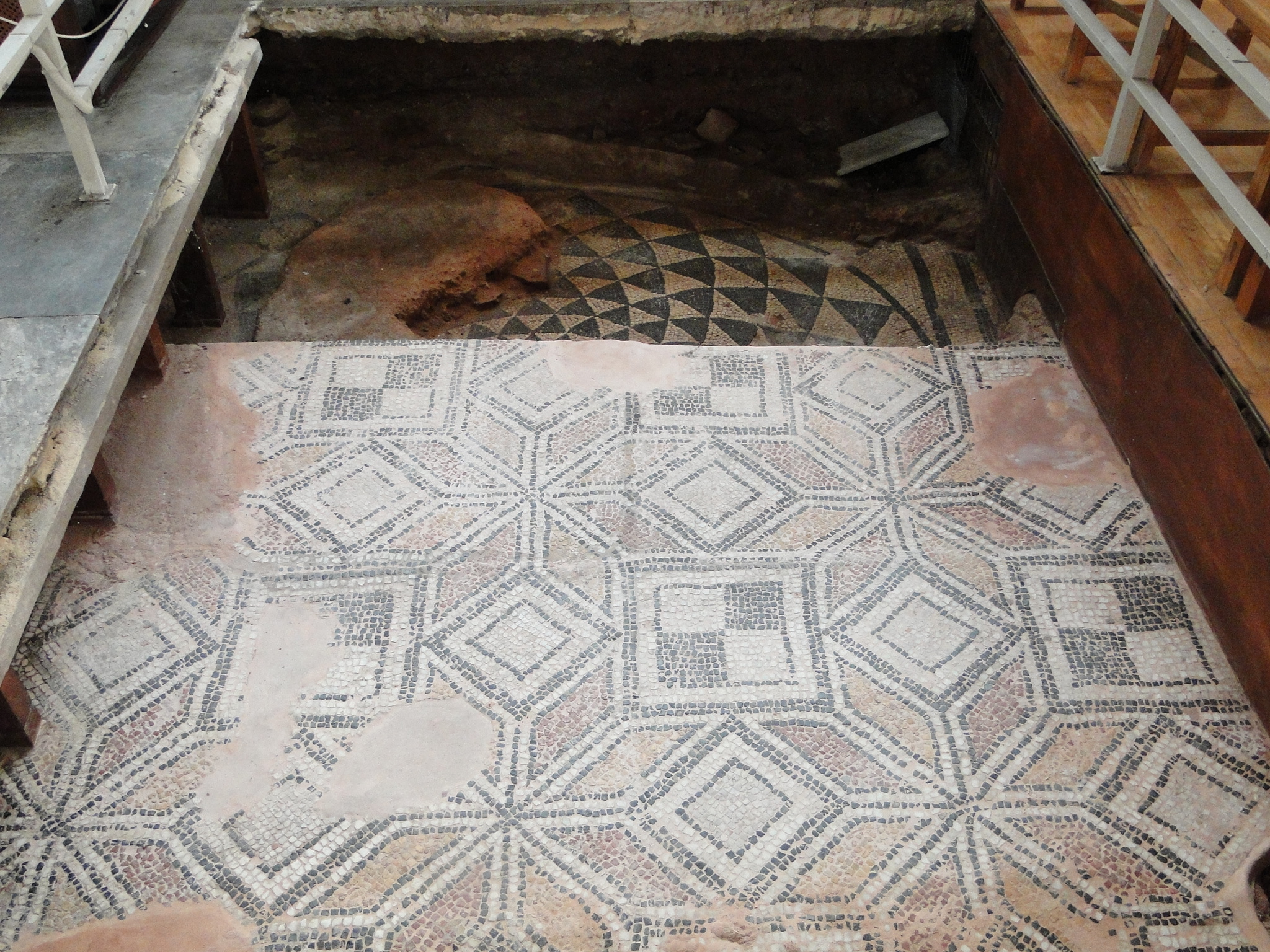
Deux couches de mosaïques très anciennes (époques paléochrétienne et byzantine primitive) dégagées dans le sol
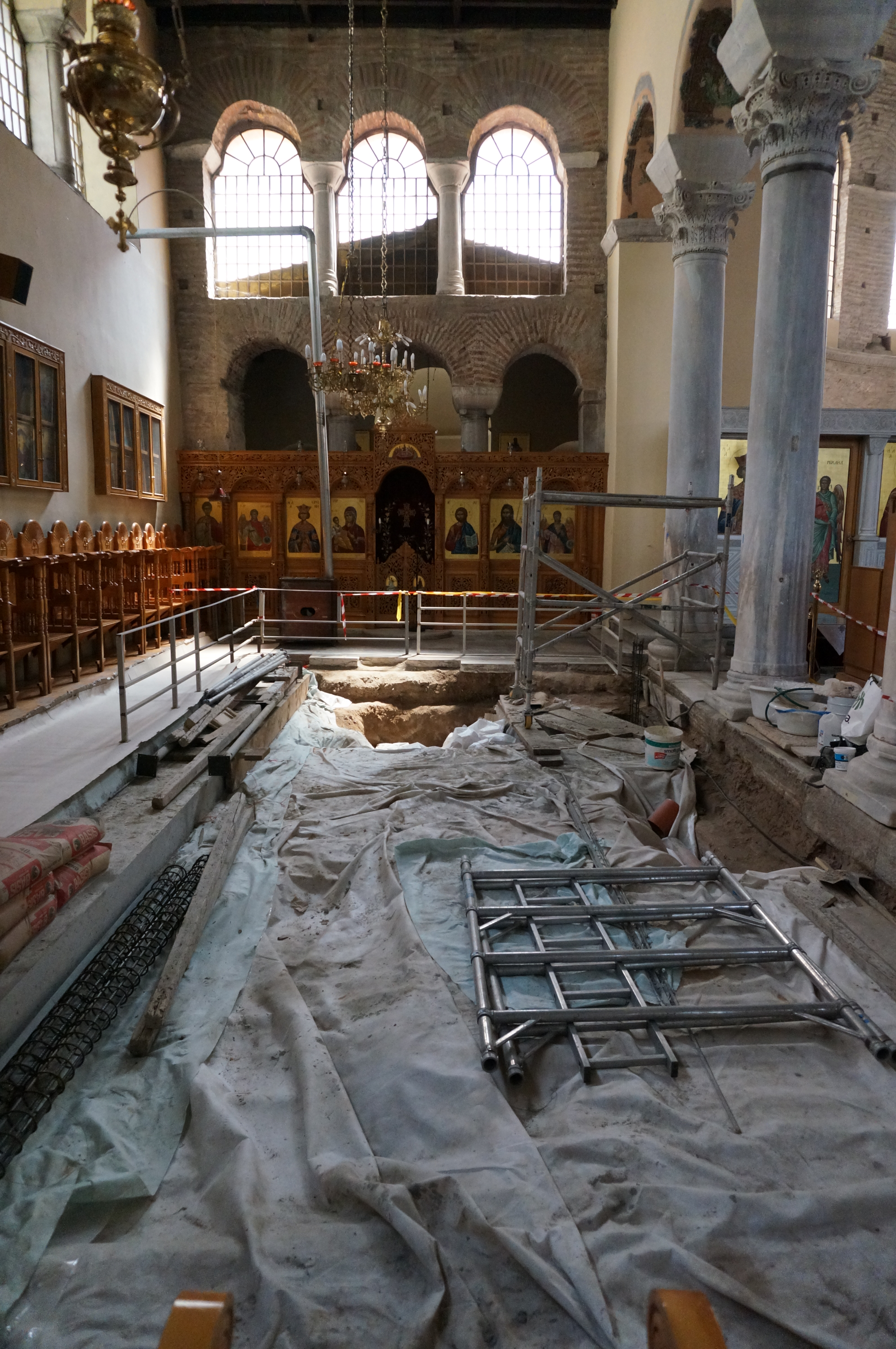
La nef de l'église en phase de restauration
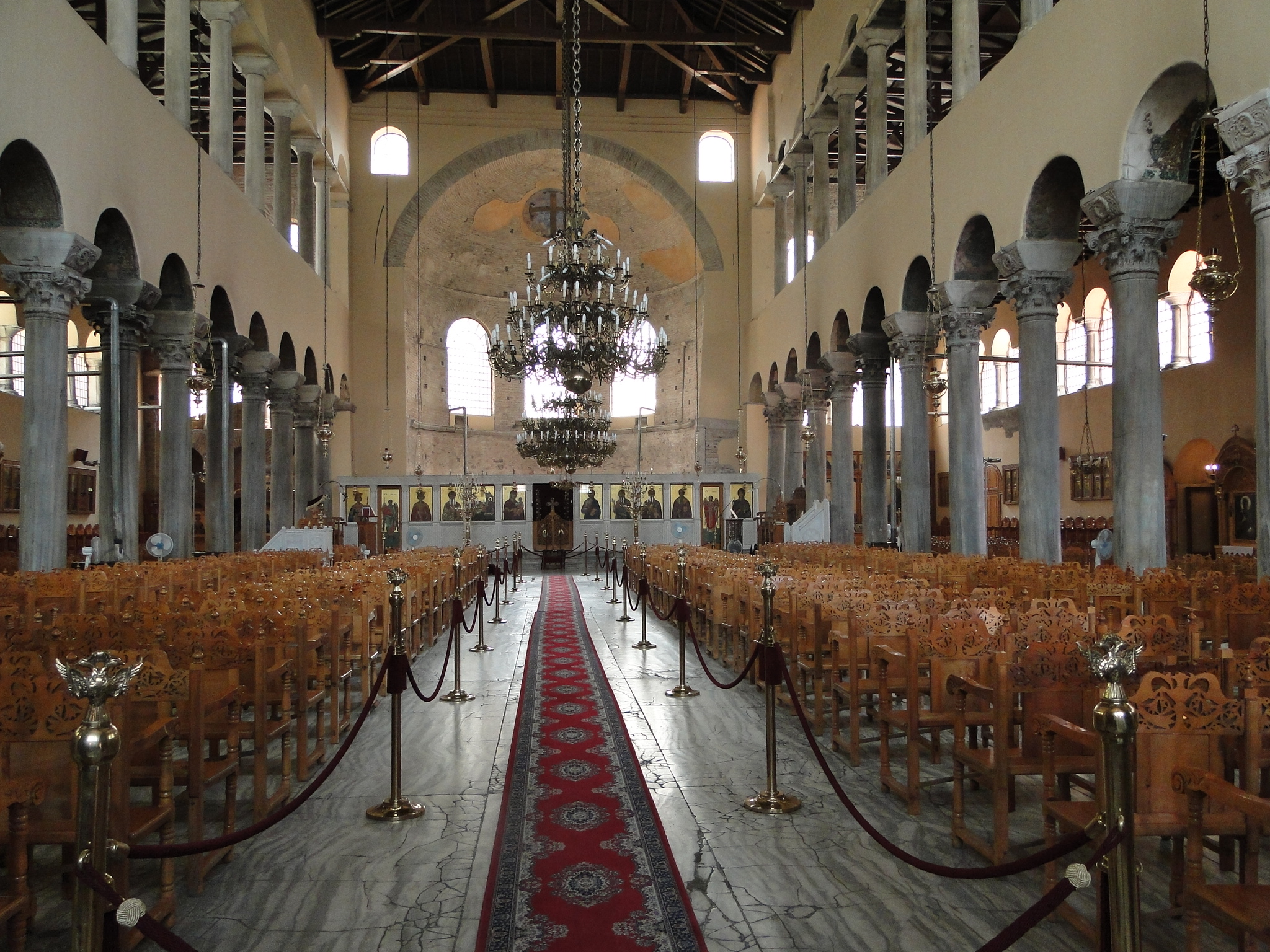
Vue de l'intérieur, dans l'aile centrale
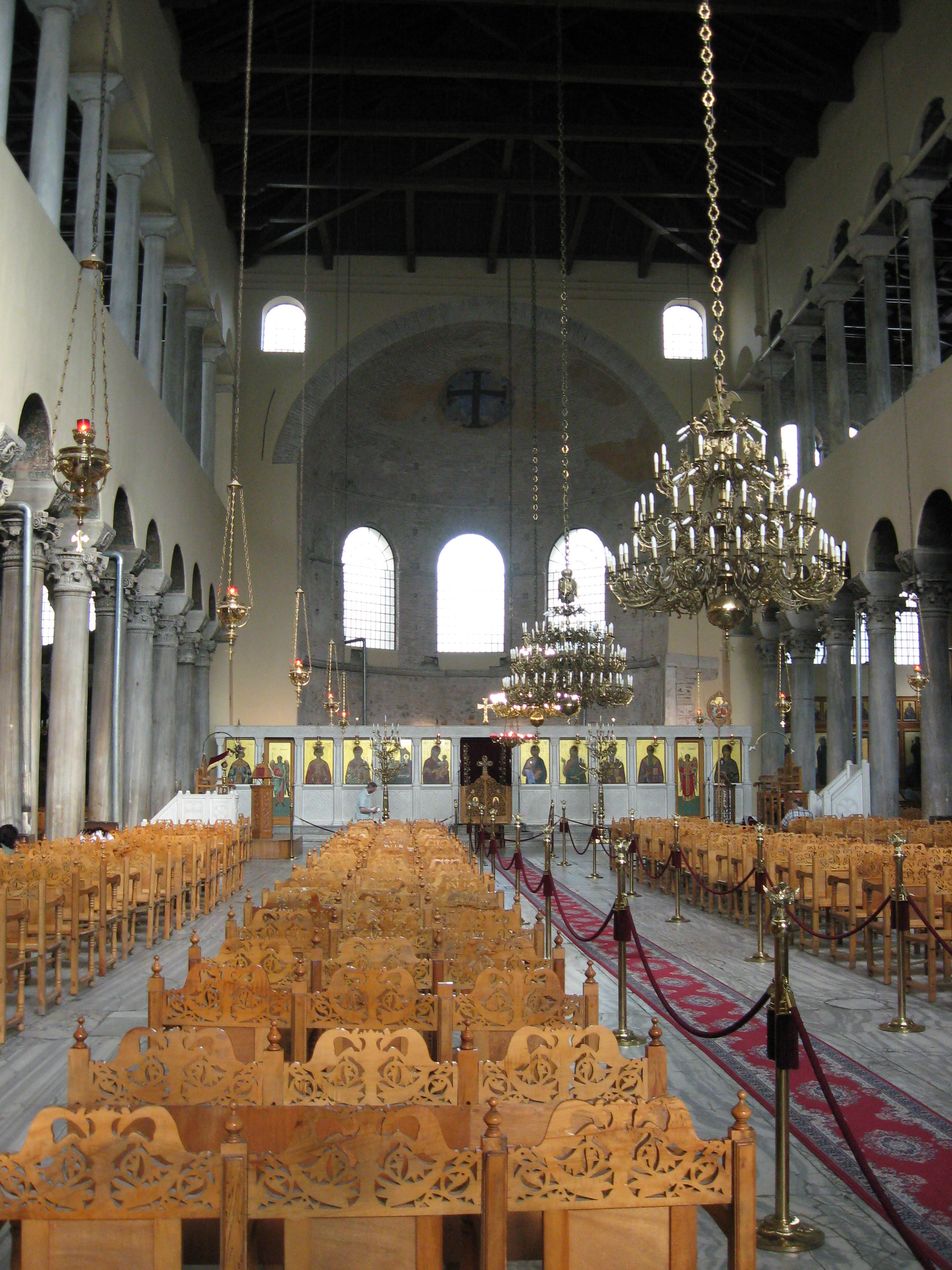
Vue de l'intérieur
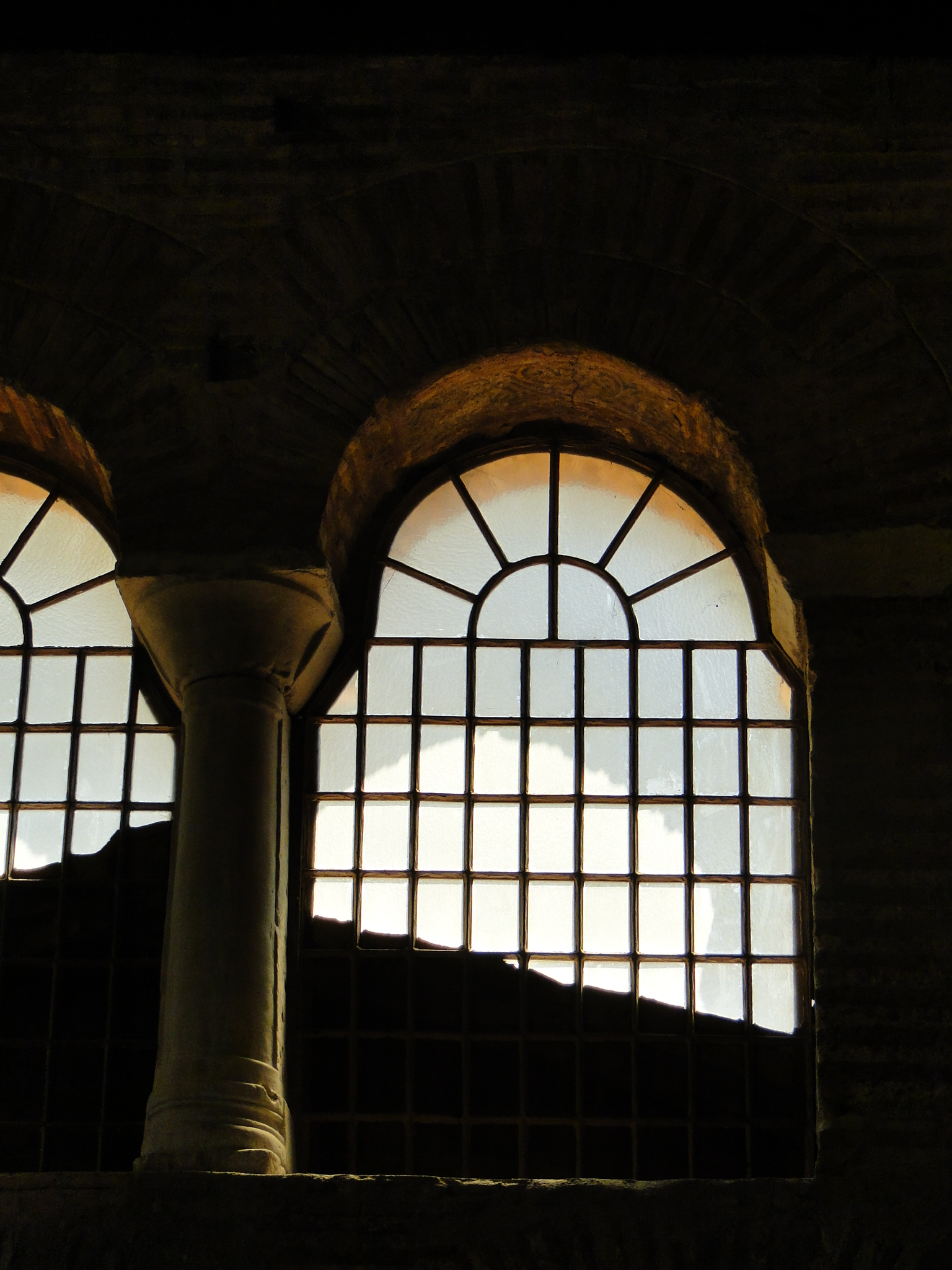
Vue de l'intérieur de l'église des arches et des fenêtres
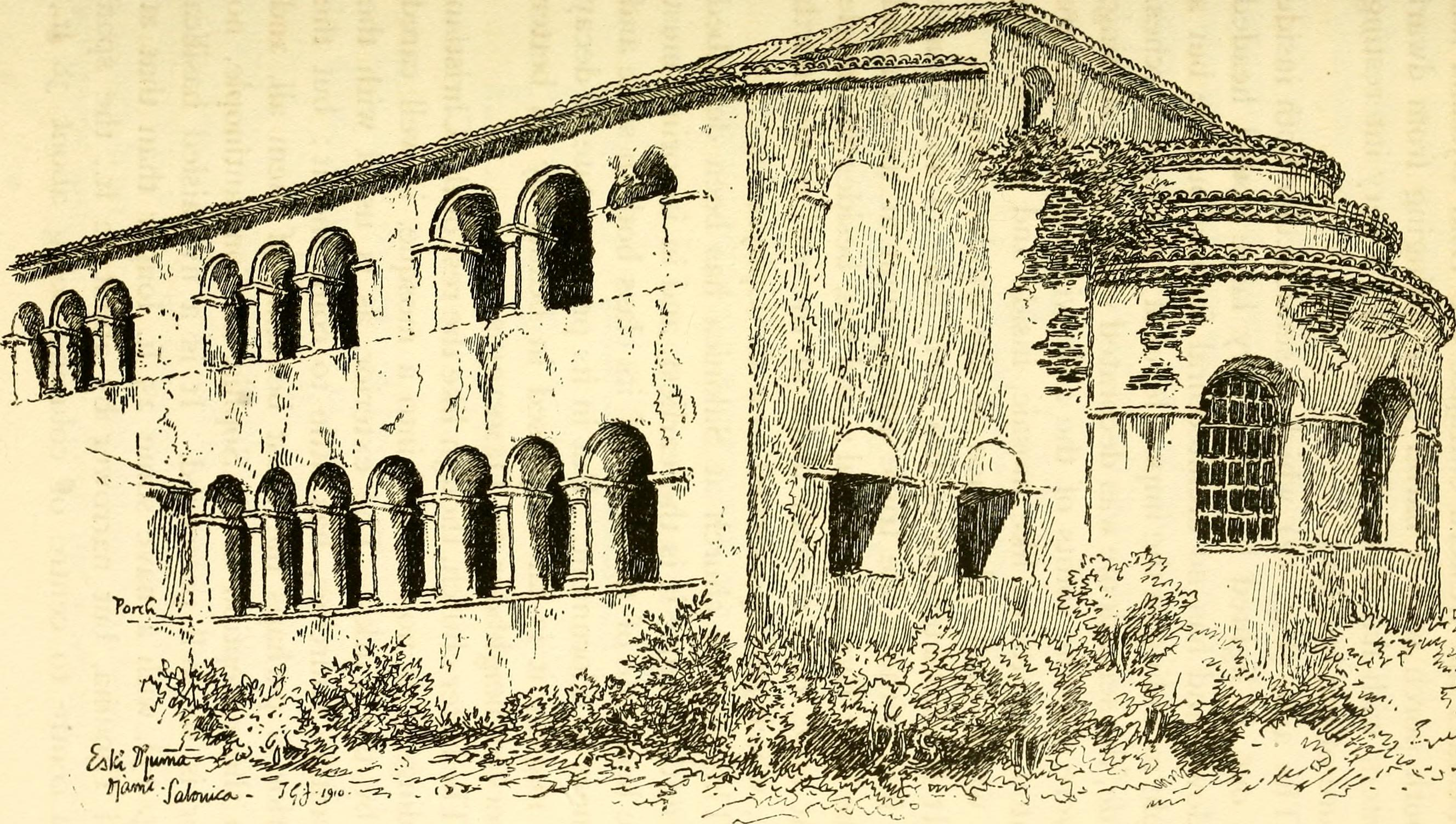
Plan de la mosquée en 1913
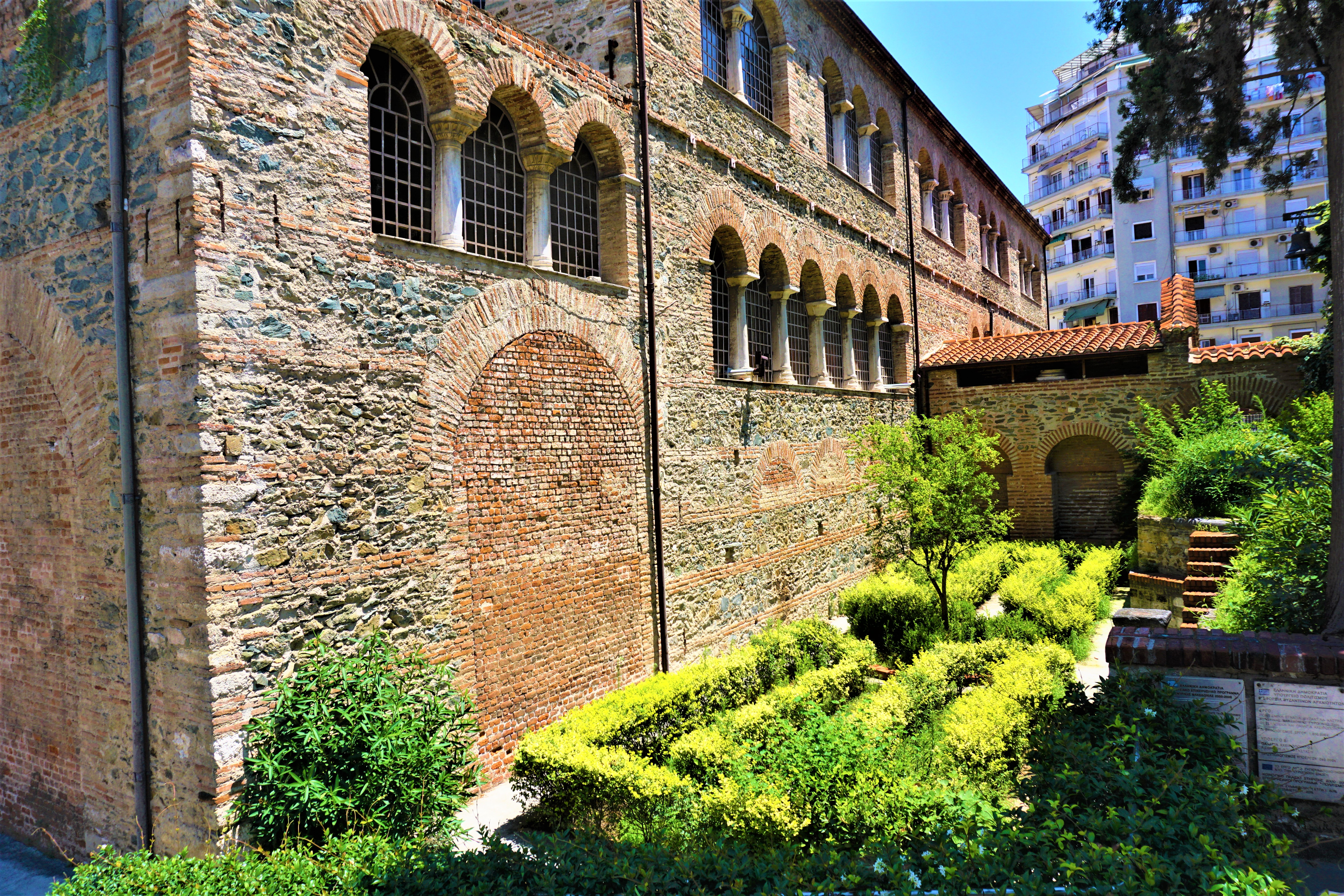
Vue du côté couloir adjoint à l'aile droite menant à la sortie sur la côté de l'église
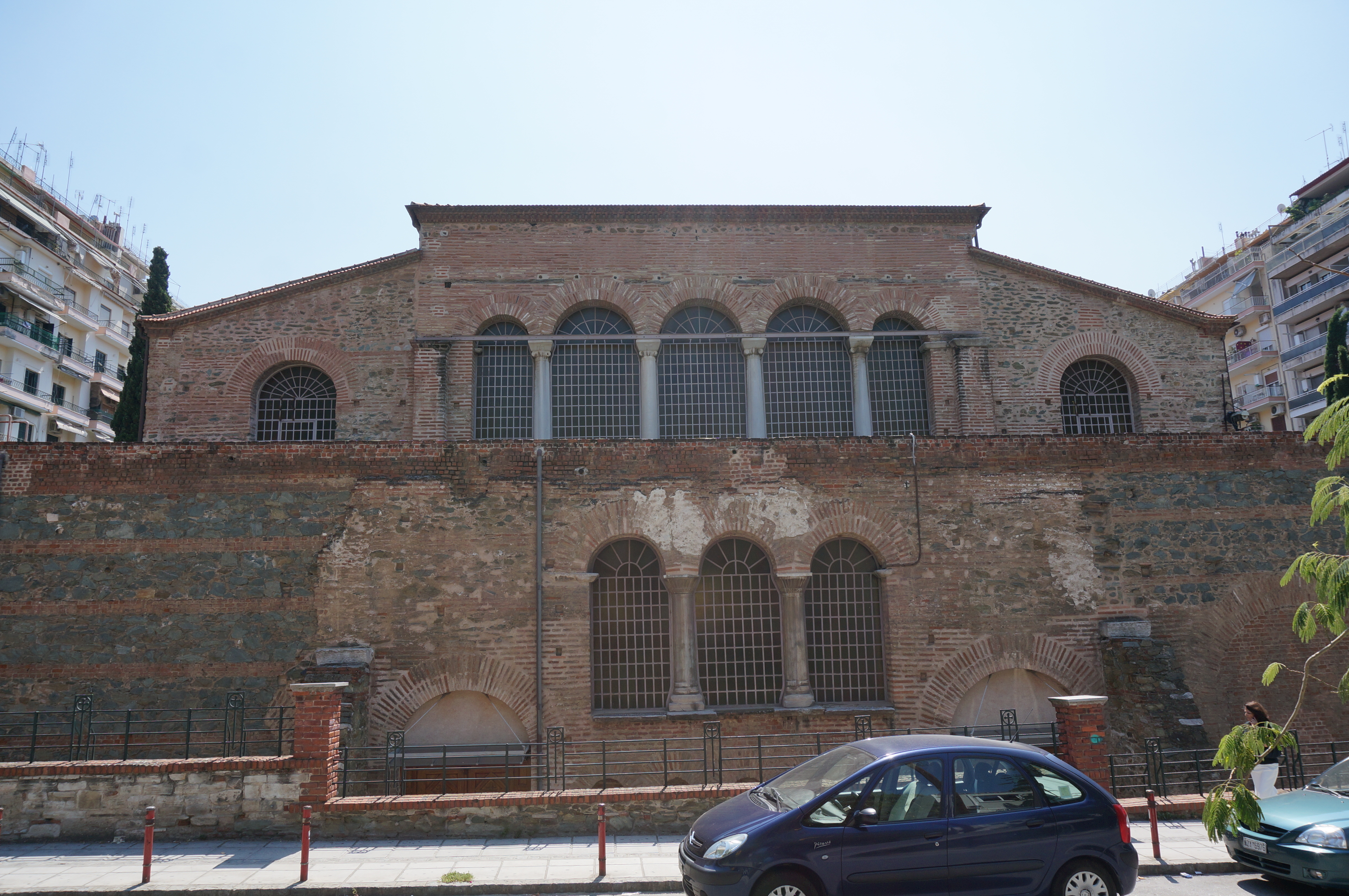
Vue d'une des façades de l'église
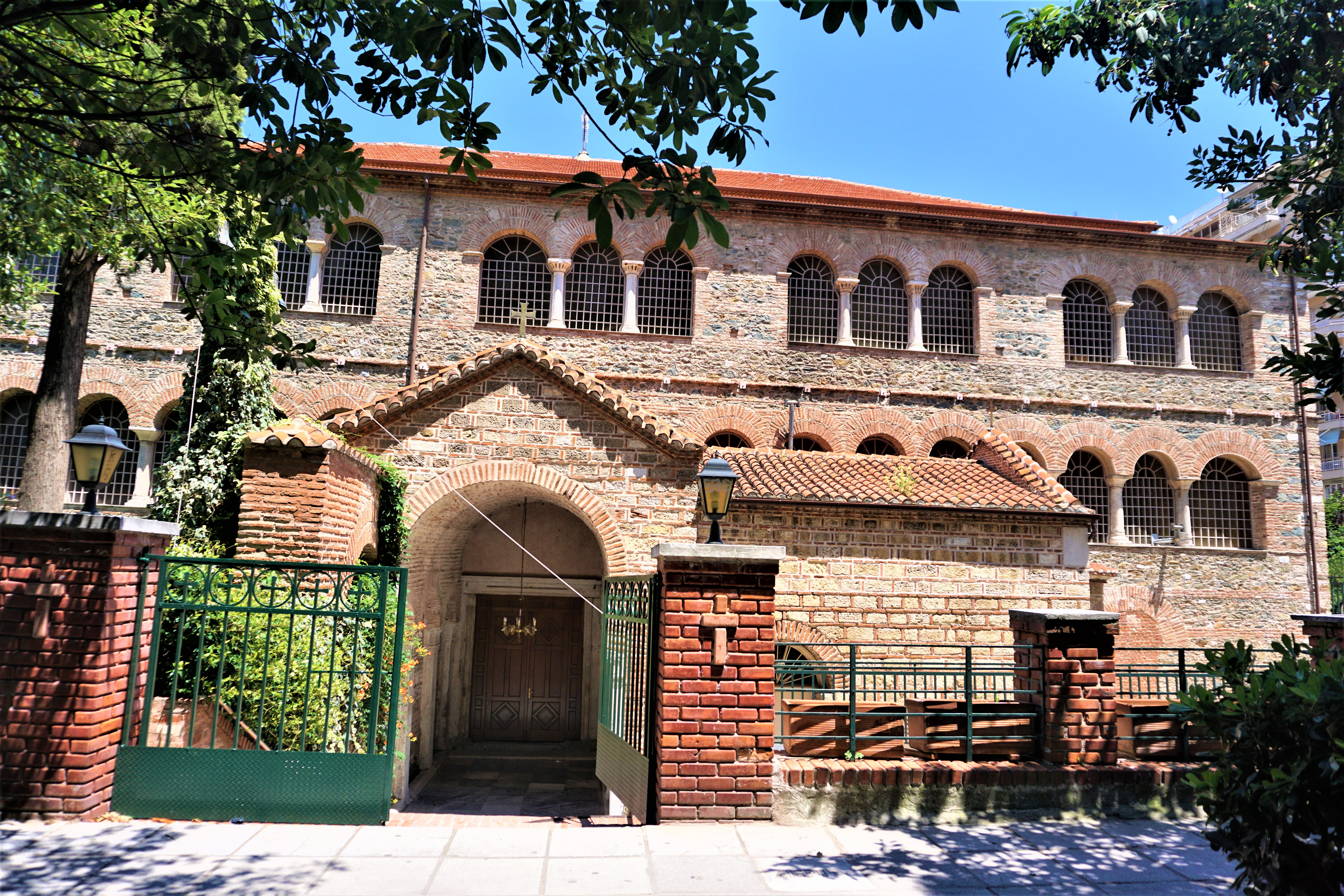
Vue de l'entrée de l'église
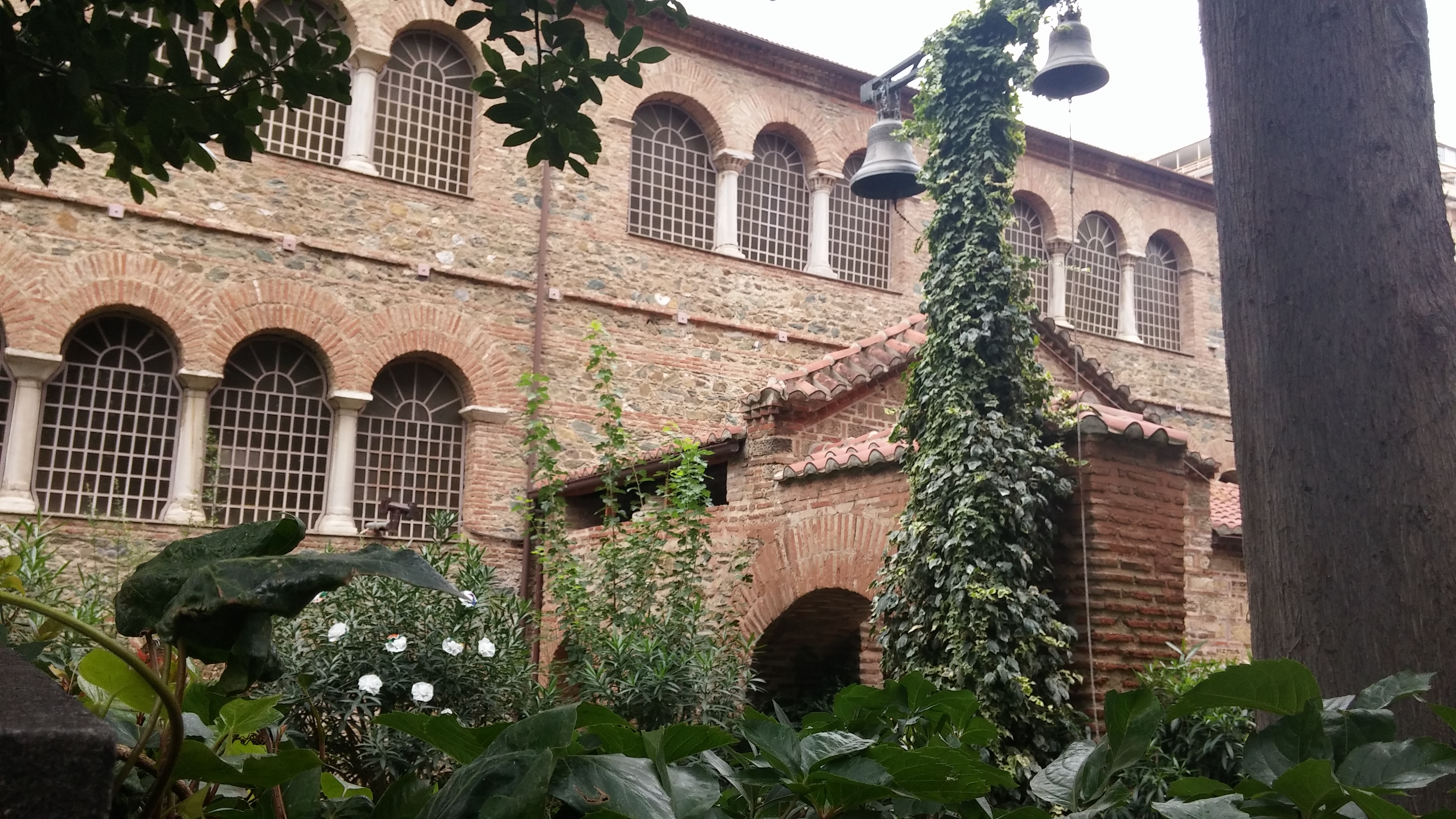
Vue de la sortie de l'aile droite

### Monographies
- B. Fourlas, Die Mosaiken der Acheiropoietos-Basilika in Thessaloniki. Eine vergleichende Analyse dekorativer Mosaiken des 5. und 6. Jahrhunderts, Millennium-Studien 35, Berlin 2012  (ISBN 978-3-11-027838-5).
- Konstantinos T. Raptis et Anna Zombou-Asimi,The consolidation and restauration project of the Acheiropoietos Basilica in Thessaloniki, Thessaloniki, Greece, 9th Ephoreia of Byzantine Antiquities, 2010, 12 p.
- Thomas Graham Jackson, Byzantine and Romanesque architecture, Cambridge, Cambridge University Press, 1920, 279 p., p. 56-60.
- Charalambos Bakirtzis, « URBAN CONTINUITY AND SIZE OF LATE BYZANTINE THESSALONIKI », Dumbarton Oaks Papers, vol.  57, 2003, p.  35-64 DOI 10.2307/1291875.
- Charles Texier et Richard Popplewell Pullan, Byzantine Architecture: Illustrated by Examples of Edifices Erected in the East London, London, Day & Son, 1864, 218 p. , p.  147.
- Konstantino Raptis, « THE MURAL DECORATION OF ACHEIROPOIETOS BASILICA REVISITED », XII International Symposium "NIŠ AND BYZANTIUM", 2014.
- Jeanne Marie Teutonico, Leslie Friedman, Aïcha Ben Abed et Roberto Nardi, The Conservation and Presentation of Mosaics: At What Cost?, Sardaigne, Getty Publications, 1er septembre 2017, 456 p. , p.  62-71.
- Eugenia Russel, St. Demetrius of Thessalonica: Cult and Devotion in the Middle Ages, Berne, Suisse, Peter Lang AG, 1976, 213 p.  (ISBN 978-3-0343-0181-7), p.  95-98.
- Mark Mazower, Salonica, City of Ghosts : Christians, Muslim and Jews, New York, Vintage book, 2006, 490 p., p. 29-31.
- Ralf Field Hoddinott, Early Byzantine Churches in Macedonia and Southern Serbia, Palgrave MacMillan, 1963  (ISBN 978-1-349-81619-4), p.  156.
- Régis Darques, « Chapitre VII. Les mutations urbaines : remodelage interne et expansion périphérique », dans, Salonique au XXe siècle : De la cité ottomane à la métropole grecque, CNRS Éditions, coll. « Patrimoine de la Méditerranée », 22 mai 2013  (ISBN 9782271078636), p.  143–169.

### Articles
- Nikolaos Theodoulidis, Thomas Salonikios, Konstantino Morfidis, Georgia Zacharopoulou et Konstantino Raptis, « Efficiency investigation of structural intervention based on in situ ambiant vibration mesurements », Journal of Civil Structural Health Monithoring, vol.  8, no 1, 12 décembre 2017, p.  135-149, en ligne (consulté le 21 avril 2019).
- Alessandro Taddei,THE CONVERSION OF BYZANTINE BUILDINGS EARLY OTTOMAN THESSALONIKI: THE PRODROMOS MONASTERY AND THE ACHEIROPOIETOS CHURCH, vol.  III, MICHELE BERNARDINI, JÜRGEN PAUL, 2010 (en ligne), p.  201-214.
- Michel Bruneau, « L'expulsion et la diasporisation des Grecs d'Asie Mineure et de la Thrace orientale (1914-1923) », Anatoli, vol.  3, 2012, p.  57-83 DOI 10.4000/anatoli.426.

### Sites web institutionnels
- « Église de Panaghia Acheropiitos », sur Archidiocèse d'Athènes, http://www.religiousgreece.gr/web/guest/ieroi-naoi/-/asset_publisher/DkphoauWgHzL/content/i-n-panagias-acheiropoietou (consulté le18 février 2019)
- UNESCO Centre du patrimoine mondial, « Monuments paléochrétiens et byzantins de Thessalonique », sur UNESCO Centre du patrimoine mondial (consulté le27 avril 2019)
- European Centre for Byzantin and Post-Byzantine Monuments, « The church of Panagia Acheiropoietos », sur Exploring the byzantine world (consulté le 1er mars 2019)
- Calvin College, « Chi Rho », sur Calvin Institute of Christian Worship, 16 mars 2017 (consulté le 19 avril 2019)
- « THE THESSALONIKI 2018 EARTHQUAKE COMMEMORATION SESSION », sur 16th European Conference on Earthquake Engineering, 18 au 21 juin 2018.